# 白頭海鵰
白頭海鵰（學名：Haliaeetus leucocephalus），又名禿頭海鵰，俗稱秀鵰、禿頭鵰、白頭鵰或白頭鷹，是分佈於北美洲的大型猛禽。白頭海鵰有分為北部與南部的兩種亞種，並與白尾海鵰形成複合種。分佈於加拿大、美國全境以及墨西哥的北部。平常在大片的開放水域活動，主要以魚為食，但牠們亦會因應不同的環境而捕獵不同的動物，因此有時牠們亦會以腐肉、中小型的哺乳動物和其他鳥類為食，甚至是搶奪其他動物捕獲的獵物維生。並為了食物進行季節性的遷徙行為。
白頭海鵰是種大型鳥類，身長達70—102公分，翼展1.8—2.3公尺，體重3—6.3公斤，雌性體積比雄性大25％左右。成年的白頭海鵰的身軀呈棕色，尾部和頭部均呈白色，其虹膜、喙、腳均呈鮮黃色，並有強而有力的鉤爪及不錯的飛行能力。牠們在4—5歲時踏入性成熟的階段，會常常回到自己的出生地進行繁殖，行終身伴侶制。巢穴通常遠離人類的干擾，並築在鄰近水源且相當高的老樹上，且相當龐大。每年產1—3顆蛋，並需要8—14週的時間才會離巢。野生白頭海鵰壽命約為20年左右。
在20世紀，主要受到殺蟲劑及被狩獵影響，白頭海鵰的數量不斷下降，在美國本土幾乎絕跡。但牠們的數量已藉由相關的保護措施回復至一定數量，甚至造成了部分危害。2004年起被《國際自然保護聯盟瀕危物種紅色名錄》被列入無危物種。
白頭海鵰是美國的國鳥，出現在各種官方的徽章或標誌上，可在重要場合上見其存在；也與當地原住民文化息息相關，被視為神聖的鳥類。

## 物種分類

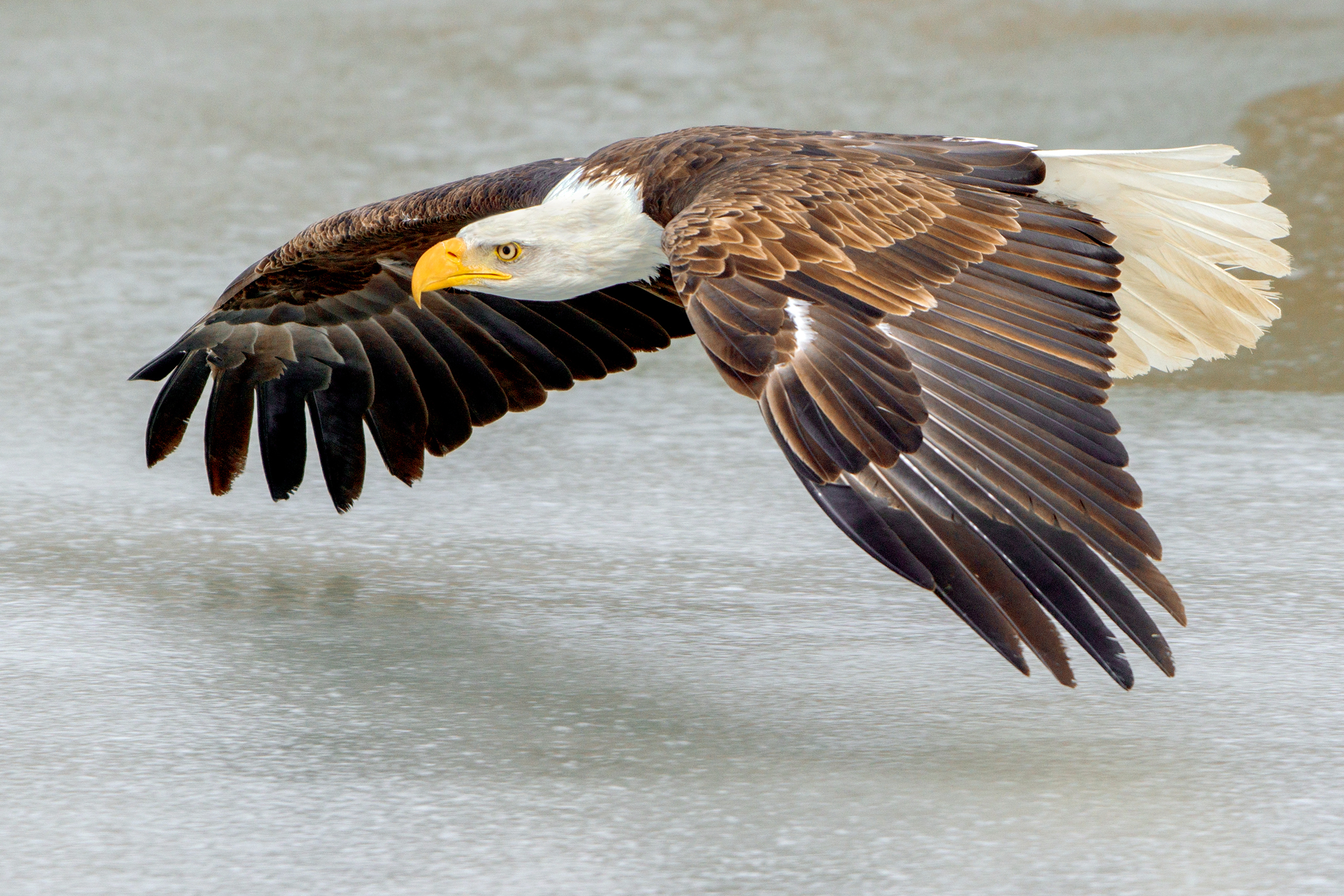
白頭海鵰的全身照

白頭海鵰的俗名及學名均是源於雄性白頭海鵰成鳥的白色頭部。其俗名「Bald eagle」有兩種解釋的可能，一種是bald源於英語的單詞piebald，意為「黑白相間的」，指其白色的頭部、尾部和與之相對的黑色身軀；另一種則是bald有「臉或頭上有白色（的東西）」的舊意，指其白色的頭部。學名「Haliaeetus leucocephalus」中的「Haliaeetus」是新拉丁語，意思是「海鵰」，源自古希臘語中的（羅馬化為haliaetos）；而「leucocephalus」一字是拉丁語，意思是「白頭」，源自古希臘語中的（白色，羅馬化為leukos）和（頭，羅馬化為kephale）。
白頭海鵰是卡爾·林奈於18世紀出版的《自然系统》中被描述的物種之一，當時命名為Falco leucocephalus。目前白頭海鵰有兩個亞種，牠們分別是H. l. washingtoniensis（北方白頭海鵰）和H. l. leucocephalus（南方白頭海鵰）。北方白頭海鵰分佈於加拿大和阿拉斯加等地，其體型比南方亞種來的大，在哈特拉斯角地區首次被發現。南方白頭海雕分佈於美國南部和下加利福尼亞州等地，是指名亞種，與北方白頭海鵰分隔於約略於三藩市為界的北緯38度。
白頭海鵰與歐亞大陸的白尾海鵰是複合種的關係，兩者的身體顏色相似。但白頭海鵰的頭是白色的，而白尾海雕的頭是黑色的，且後者的毛色較淡，是海鵰中常見的複合種。科學家認為牠們有共同的祖先，並在或早於漸新世至中新世之間就開始分化。但後來發現於2800萬年前疑似為該物種的化石，若確認該化石的身分屬實，則可確定牠們開始分化的時間點。這兩種海雕據推測是在北太平洋分化的，白尾海雕向西方移動至歐亞大陸，而白頭海雕則向東方遷徙至北美洲。

## 型態描述

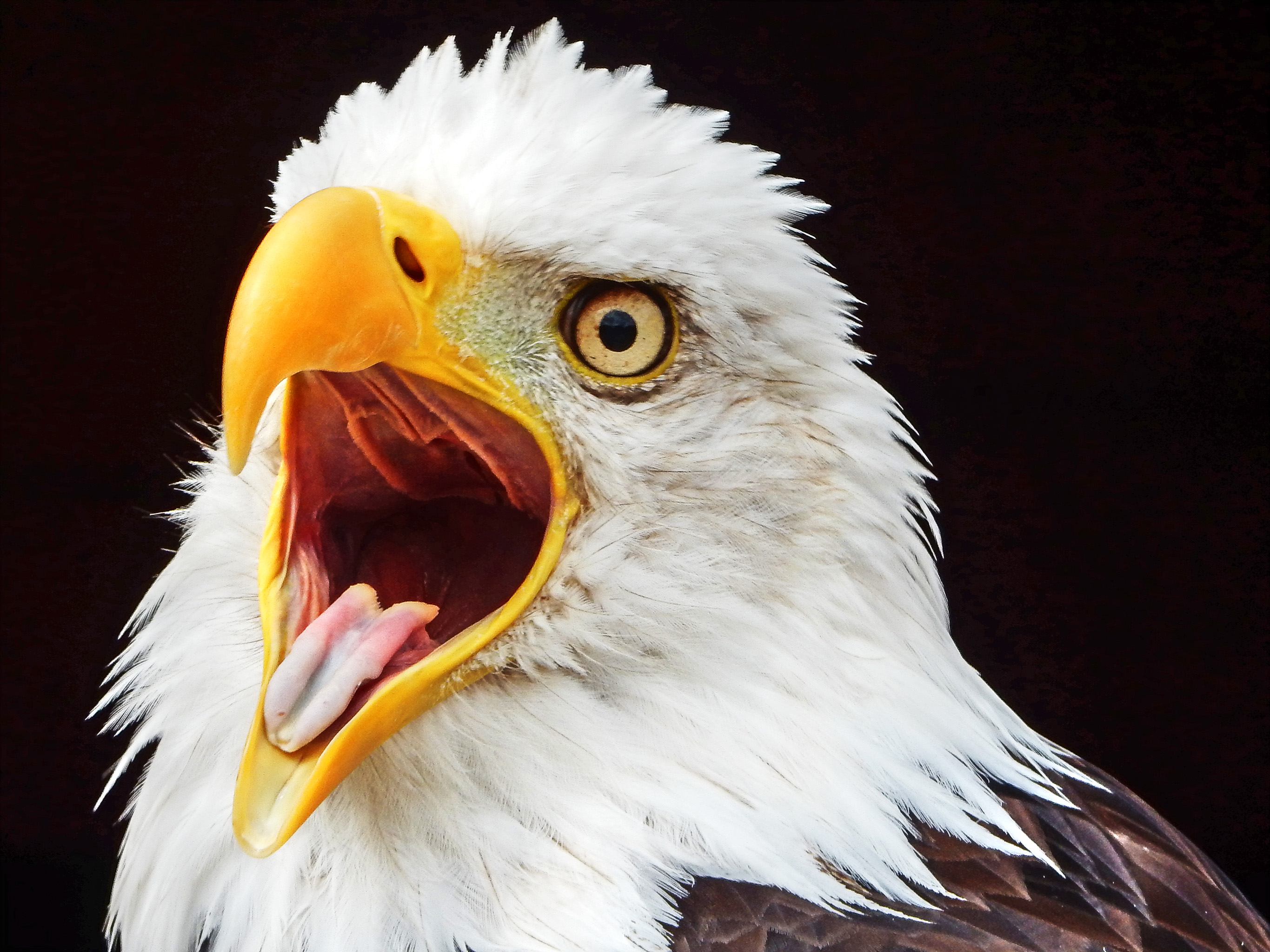
白頭海鵰的頭部特寫

成年白頭海鵰的羽毛呈棕色，頭部和尾部呈白色。尾部偏長，形狀像楔子。牠們的喙、腳部和虹膜均呈鮮黃色，且鳥喙大而呈鉤狀。腿部沒有羽毛，腳趾短且強而有力，尖端有長而尖銳的鉤爪。前爪用來把獵物抓牢，而後爪則是用來穿透獵物並固定。據估計，白頭海鵰在同單位下的抓握力是人類的十倍。在其原生地區，成年白頭海鵰是相當容易辨識的。與白頭海鵰長相類似的非洲魚鷹也有著褐至紅棕色的身體，白色的頭部和尾部；但非洲魚鷹的胸部是白色的，而喙的末端是黑色的。白頭海鵰的雄性和雌性在羽毛色彩上相似並較難單獨區分，但雌性的體型比雄性約大25％。

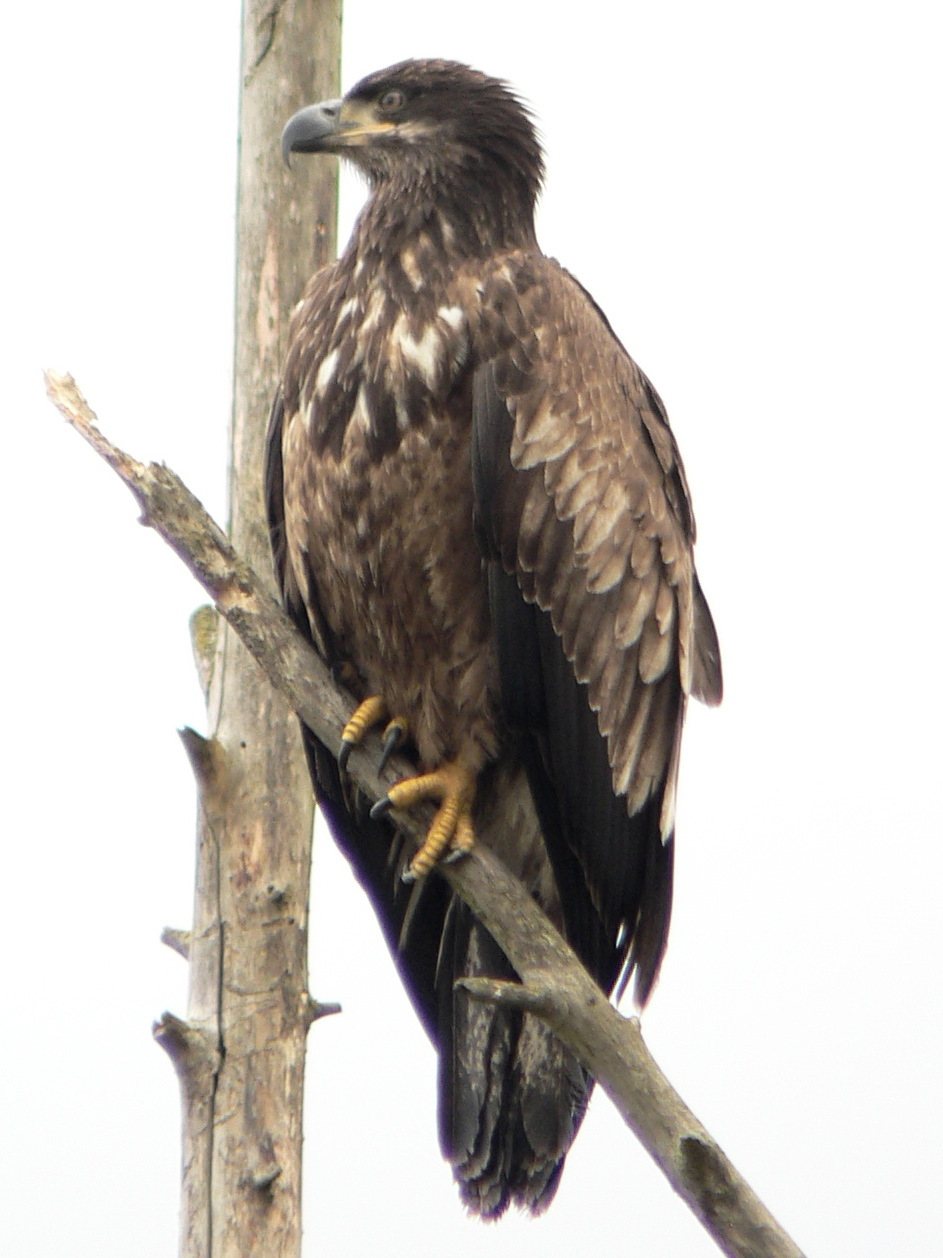
一歲大的白頭海鵰亞成鳥

白頭海鵰亞成鳥的羽毛呈棕色，且帶有斑駁的白色斑紋，直到4—5歲踏入性成熟階段時才會消失。幼年白頭海鵰與金雕不同，後者是北美唯一一種真雕屬的大型猛禽鳥類，其特點是頭部更大且突出，嘴巴更大，翅膀邊緣更直而平坦，翅膀更強而有力，且羽毛並不完全覆蓋腿部。金雕的羽毛比白頭海鵰亞成鳥還要有更為均一的暖褐色，且其後頸上有個紅褐色的斑塊。在金雕亞成鳥翅膀上還有一對明顯的白色方塊。
白頭海鵰有時被認為是北美洲最大的鷹形目鳥類，但仍有其討論空間。加州神鷲是一種新大陸禿鷲，比白頭海鵰體型稍大，但並非是鷹形目的一員。而金雕的東北亞種平均重4.18公斤，翼弦長度為63公分，僅比白頭海鵰的體重輕455公克、翼弦長度多約3公分。除此之外，翅膀較長但尾巴較短的白尾海鵰，以及體型更大的虎頭海鵰，有時也會從亞洲飛到阿拉斯加的沿海地區進入北美洲。

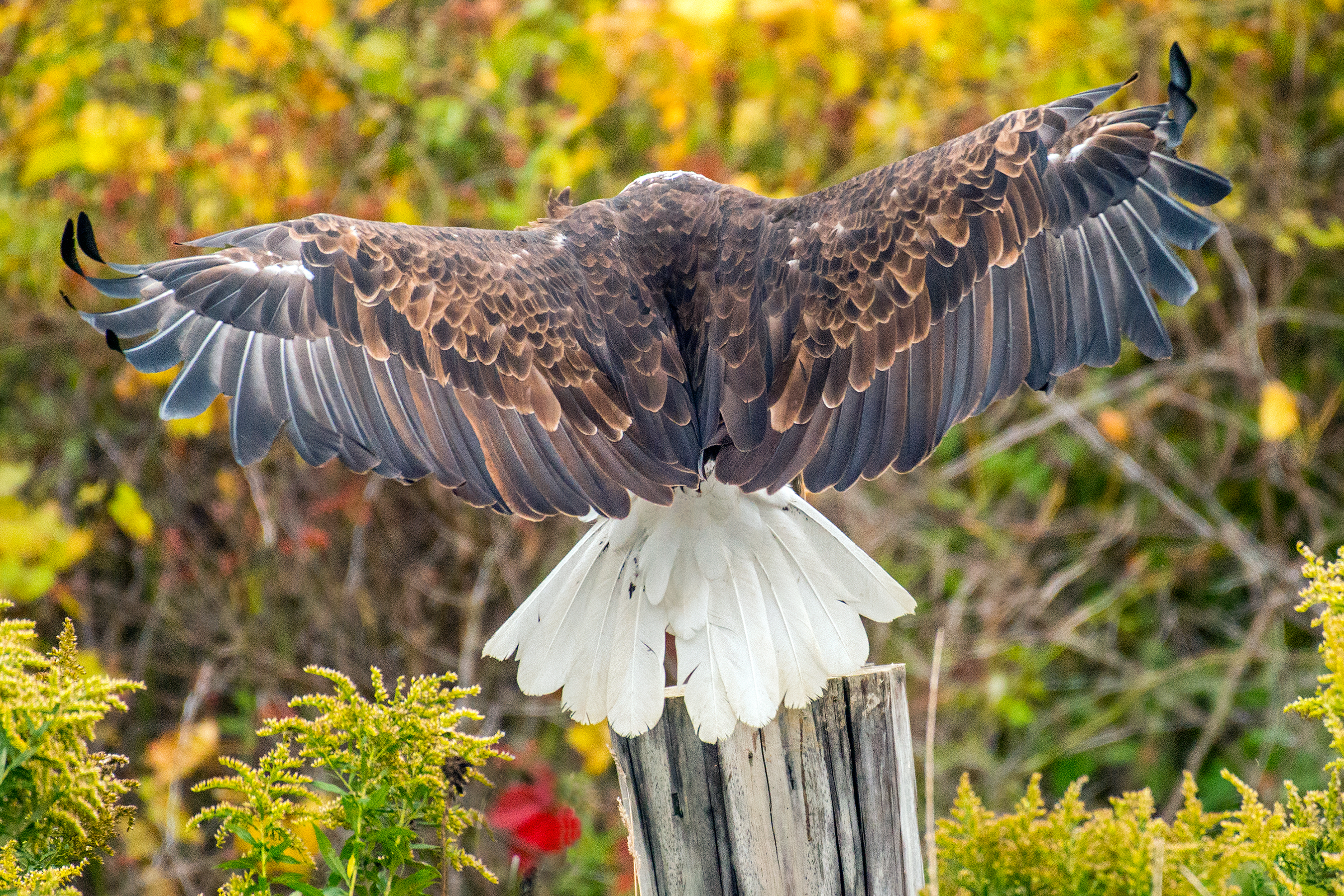
白頭海鵰的翼展

白頭海鵰身長70—102公分。翼展通常在1.8—2.3公尺之間；成年的雌性平均翼展長約2.1公尺；成年的雄性平均翼展長約1.95公尺。體重通常在3—6.3公斤之間，成年的雌性體重約5.8公斤，成年的雄性體重約4.1公斤。雌性個體比雄性大約25％，平均體重可達5.6公斤，而雄性的平均體重為4.1公斤。翼弦長度為51.5—69公分，尾長23—37公分，跗骨長8—11公分。嘴喙的長度為3—7.5公分，而從嘴裂到嘴喙尖端的測量則為7—9公分。不同地區的海鵰嘴喙大小變化則不太固定：阿拉斯加海鵰的嘴喙長度可能為美國南部（含喬治亞州、路易斯安那州、佛羅里達州）海鵰的兩倍，前者平均長6.83公分，而後者為4.12公分。
白頭海鵰的大小會因地理位置而有所變化，但通常符合伯格曼法則：物種的大小會隨著離赤道和熱帶地區的距離增加而增大。例如南卡羅來納的海鵰平均重3.27公斤，翼展為1.88公尺，比北方的海鵰還要小一些。佛羅里達州的海鵰也是相似的大小，一本野外指南標示為4.13公斤。在冰河國家公園的統計中，117隻遷徙中的海鵰平均重量為4.22公斤，但這群體主要由亞成鳥構成，若只計算在這群體內的6隻成年海鵰，則其平均重量為4.3公斤。在亞利桑那州過冬的海鵰平均重4.74公斤，但需考慮冬季通常是白頭海雕一年裡最重的時候，因為牠們會這時候花最多時間覓食而增重。
體型最大的白頭海鵰是阿拉斯加的族群，較大的雌性體重可達7.4公斤，翼展可長逾2.4公尺。一次對阿拉斯加海鵰族群的測量中，雌性平均重5.35公斤，雄性平均重4.23公斤，而未成年海鵰的平均重量則分別為5.09公斤和4.05公斤。在紐約州懷俄明縣曾紀錄了一隻相當巨大的成年海鵰，該海鵰在1876年被射殺，據稱體重達8.2公斤。

## 分布範圍

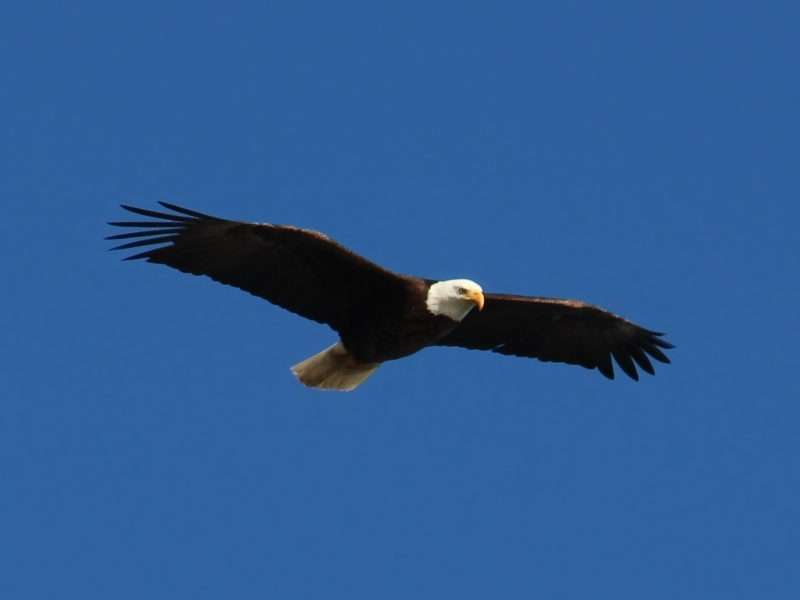
一隻在懷俄明州黃石國家公園的白頭海鵰

白頭海鵰的分布範圍涵蓋北美洲的大部分地區，包括加拿大大部分地區、整個美國及墨西哥北部。牠們可以在多種不同環境中生存，從路易西安納的海灣、索諾拉沙漠到魁北克和新英格蘭的東部落葉林都可見。在20世紀50年代期間白頭海鵰的數量最少的時候，牠們主要分布在阿拉斯加、阿留申群島、加拿大東北部以及佛羅里達。從1966—2015年間，白頭海鵰的數量持續性的增加；截至2018年，在美國和加拿大的每個州和省份都可見白頭海鵰築巢。
加拿大的大部分白頭海鵰分佈在英屬哥倫比亞的海岸，而亞伯達、薩斯喀徹溫、曼尼托巴和安大略的森林裡也有大量的白頭海鵰。在加拿大的冬季期間，白頭海鵰也會在特定地點群聚過冬。11—2月之間，大約數千隻海鵰會移動到溫哥華和惠斯勒之間的斯掛密斯過冬，並聚集在斯掛密斯河和切卡穆斯河附近，因為那裡有大量的鮭魚卵可供食用。在美國北部的一些湖泊和河流，也可以在冬季觀察到成群白頭海鵰捕捉或覓食這些地方魚類的畫面。
在愛爾蘭也有數次被觀察到的紀錄：有一隻在當地的個體是由一個國家公園的工作人員在1998年發現的；也有一隻幼鳥於1973年1月11日在弗馬納郡被發現遭非法射殺（起初被誤認為是白尾海鵰）；還有另一隻筋疲力盡的幼鳥則於1987年11月15日在凱里郡被捕獲。

## 棲息地

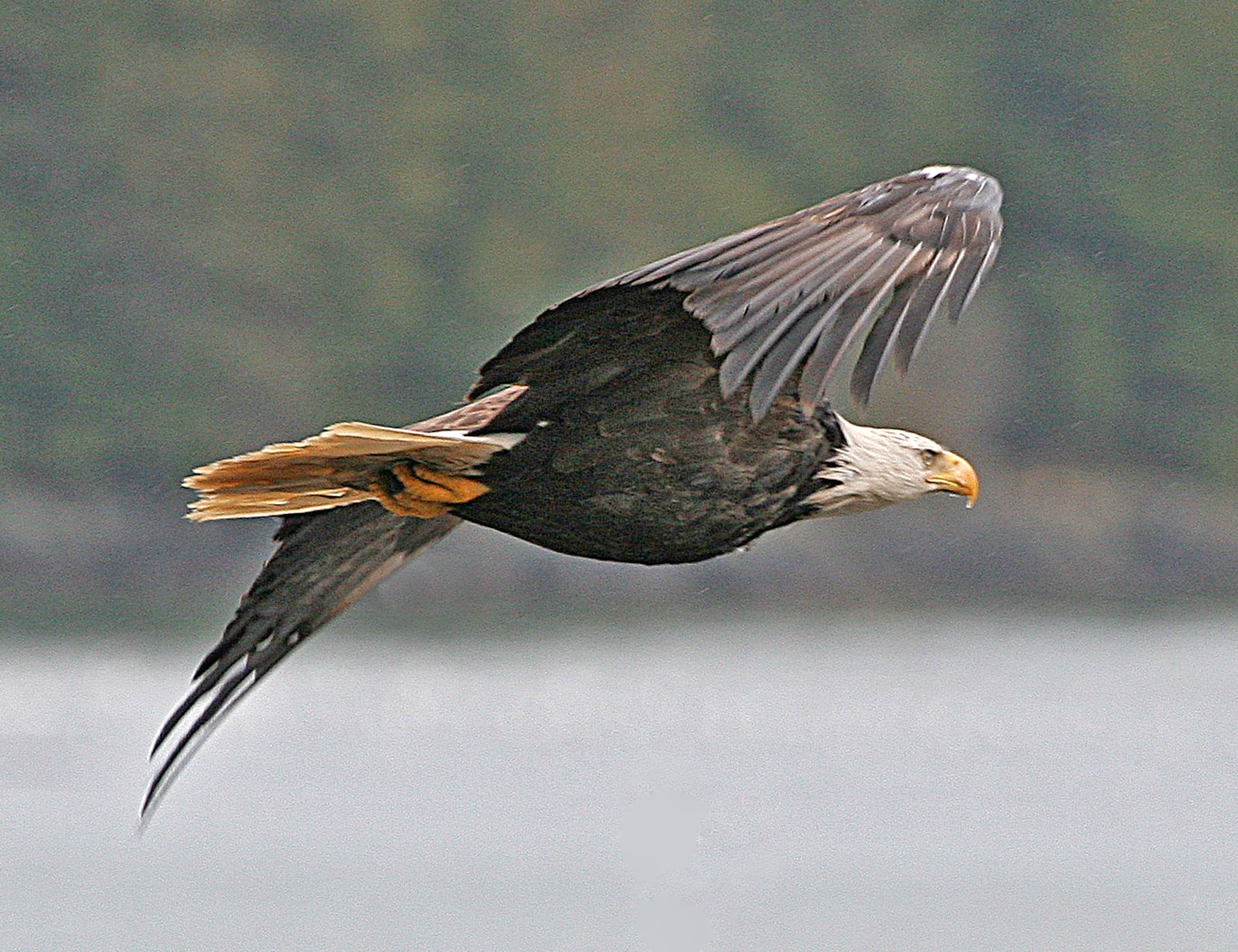
一隻正在飛翔的南方白頭海雕

白頭海鵰在繁殖期間會出現在幾乎任何類型美國濕地環境中，包含海岸、河流、大型湖泊、沼澤地或其他有豐富魚類的大片開放水域附近。這些地方對牠們來說是極豐富的食物來源。研究顯示牠們較喜歡周長超於11公里的水源，而面積大於10平方公里的湖泊是最適合白頭海鵰繁殖的地方。
白頭海鵰會在較古老的松柏或硬木樹上棲息和築巢。相對於樹種來說，樹的高度、結構和位置對於這些海鵰來說更為重要，而最重要的則是水源周圍高大樹木的豐富程度。牠們所選擇的樹木會具有良好的視野，高度超過20公尺，結構開放不受遮擋，並且靠近獵物出沒的位置等特徵。如果築巢的樹木位於像紅樹林沼澤這樣的水中，距離地面6公尺以上就有可能見到其鳥巢。在普通地面的樹木上，巢的位置則可能高達16—38公尺。在乞沙比克灣附近，有築巢的樹木平均直徑為82公分，樹高為28公尺；在佛羅里達則直徑為23公分，樹高23公尺。在大黃石地區的被築巢的樹平均高27公尺。用於築巢的樹木或森林的樹冠覆蓋率介於20％—60％之間，並且距離水源不超過200公尺。但有例外，佛羅里達有距離水源超過3公里的巢穴。
在佛羅里達，白頭海鵰築巢棲息地通常包括紅樹林沼澤、湖泊和河流的岸線、松樹林、季節性氾濫的平原、有硬木的沼澤以及擁有高大樹木的大草原和放牧場，偏好的築巢樹種則包括濕地松、長葉松、火炬松和柏樹，在南部沿海地區則偏好紅樹林樹木。而在懷俄明州白頭海鵰沿著溪流和河流的棉木（包含黑楊、棉白楊、弗里氏楊等）或高大的松樹上築巢。懷俄明州的海鵰可能棲息於從大片的西黃松林到被牧場環繞的狹窄河濱樹帶等各種棲息地類型中。在阿拉斯加東南部，有78％的海鵰會在北美雲杉上築巢，而鐵杉屬的樹佔其中20％。也有相當數量的海鵰在有許多魚的人造水庫附近築巢。
白頭海鵰對人類的干擾極為敏感，因而常在杳無人煙之處出沒。若當地人煙稀少，牠們會在距離人類活動區1.2公里之外的地方築巢；但若該地人煙稠密的話，則距之1.8公里之外。白頭海鵰偶爾也會在大型河口或大城市中的僻靜樹林裡築巢，例如俄勒岡州波特蘭市的威拉米特河上的哈德塔克島或賓夕法尼亞州費城的約翰·亨氏國家野生動物丁尼肯保護區，這些地區周圍皆有大量的人類活動。也曾有一對白頭海鵰在2010年於紐約市的哈林區裡生活。
在過冬期間，白頭海鵰對棲息地和干擾的敏感度較低。牠們通常會聚集在有大量棲息空間、豐富獵物且（在北方時）未結冰的水域附近；在非繁殖或過冬期間的白頭海鵰會在遠離人類干擾的各種高地或陸地環境中消磨時間，這些地點有時候離水源相當遠。在北側的北美洲內陸地區，由於未結冰的水域較少，白頭海鵰就容易在陸地環境中出現。這種狀況下，海鵰通常會選擇有中型哺乳動物聚集的地方作為過冬棲息區，例如大草原、草甸或凍原；或是有屍體可食的開闊森林附近棲息。

## 行為
白頭海鵰是飛行的能手，能乘著對流在上滑翔以及盤旋。牠們在滑翔和鼓翼時的飛行速度可達時速56—70公里，而抓著魚時的飛行速度仍可達時速48公里，俯衝時更是可達時速120—160公里。與金鵰相比，白頭海鵰並不擅長俯衝以及高速飛行，但牠們擁有較佳的機動性。曾有紀錄顯示牠們自下而上追捕獵物，翻轉並以爪刺進雁鳥的胸膛。
牠們是視食物情況決定是否遷徙的鳥類：若棲地附近存在可捕魚的開放水域，就會整年待在那裡，例如南方的群體；但反之若不接近水源或冬季水源會結冰，牠們就會在踏入冬季時向南或往海岸遷徙以方便覓食，如北方或內陸的群體。遷徙路線的決定則視該路線的暖流、上升氣流及食物資源多寡而定。在遷徙時，牠們會依賴暖流往上攀升再向下滑翔前進；或是利用斷崖或峭壁形成的上升流飛掠這些地形。牠們通常會在日間進行遷徙，因為那時才有太陽能製造用以飛行的暖流。亞成鳥離巢時常常會造成族群擴散，舉例如佛羅里達的白頭海鵰群，夏季的繁殖期後其部分族群就會向北擴散。

### 叫聲
白頭海鵰一般只會有類似於鷗科鳥類的吱吱嘎嘎的短促叫聲，並不如電影中那些老鷹一樣會大聲嘯叫。而幼鳥的叫聲通常比成年鳥類的叫聲更尖銳和刺耳些。

### 食性

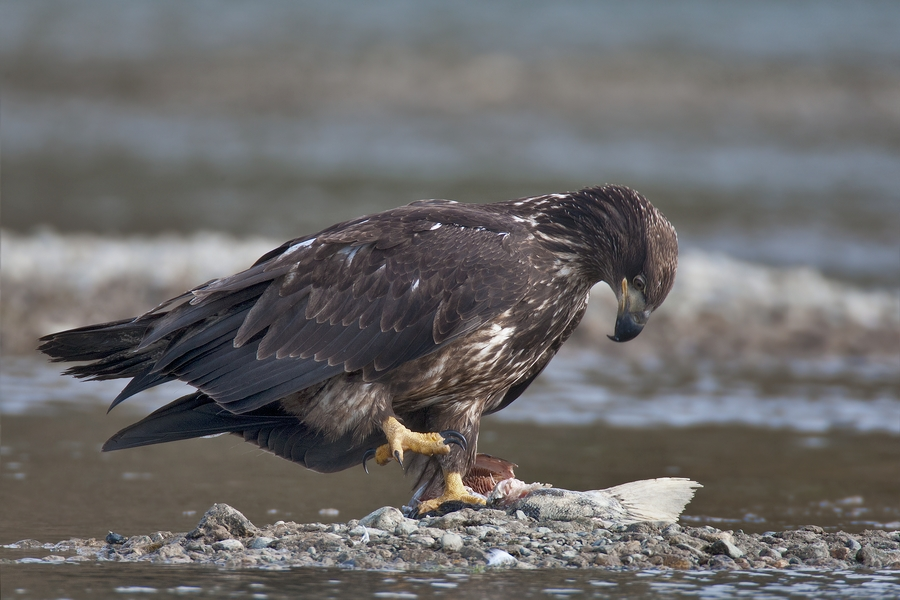
正在撕裂食物的亞成鳥

白頭海鵰是種肉食跟腐食性猛禽，也是個機會主義者，但牠們大部分時間仍會像海鷗一樣捕食魚類。在20個不同區域的鳥巢研究中探究了其飲食的比例：魚類佔56％，鳥類佔28％，哺乳類佔14％，其他獵物佔2％。白頭海鵰會獵食的已知物種超過400種，遠遠超過了與之生態地位相等的白尾海鵰所捕食的物種種類。與北美所有猛禽比較時，則其種類數量僅稍遜於紅尾鵟，名列第二。

#### 覓食行為
捕捉魚類時，白頭海鵰會急速的俯衝至水面上，用爪子抓住水中的魚類。食用時，則用一隻爪子抓住魚，用另一爪撕裂魚肉。白頭海鵰跟同樣以魚為食的魚鷹有稱之為「spicules」的微小突起構造分布於腳底，可以更容易的抓住滑溜的魚。
鳥類甚至體型大如加拿大雁皆有機會在飛行途中被白頭海鵰襲擊。當捕食水禽時，白頭海鵰及白尾海鵰都會反復朝獵物飛去使牠們反復潛水，讓牠們精疲力盡以便捕捉。當白頭海鵰捕食一群聚集在一起的獵物時，成功捕食的海鵰會吸引到其他同夥的注意並可能會追趕前者以試圖搶奪牠的獵物。捕食成功的白頭海鵰會因此需要尋找一個安全的地方享用它的獵物，遠離其他海鵰的騷擾。

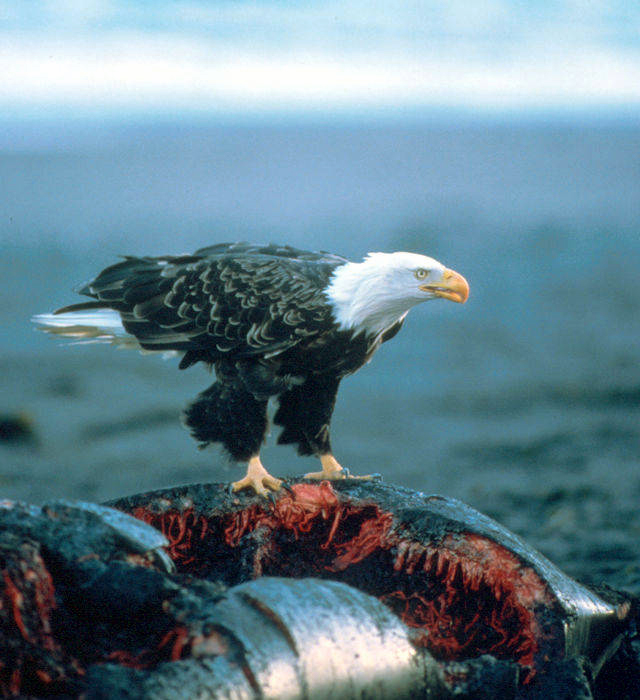
一隻正在吃鯨魚屍體的白頭海鵰

白頭海鵰也透過腐肉或盜食寄生的方式以獲取大量食物，使人類對其常有負面看法。成年白頭海鵰通常比年幼的海鵰更有經驗及擅長覓食，因此以捕食活體獵物為主，而後者則通常依靠腐肉來獲取食物。牠們對腐肉的狀況、來源或大小並不挑剔，無論是人類提供的、其他動物的、車禍或自然原因造成的腐屍，白頭海鵰都會食用，但牠們更偏好食用大型有蹄類動物和大型魚類的腐屍，且會避免在有人為干擾的地方進食。在嚴寒的冬天中，年幼的白頭海鵰常常利用過冬的水禽屍體來覓食。白頭海鵰有時也會從營地、野餐地、垃圾堆和魚類加工廠中覓食或偷取食物。
當食物豐足時，白頭海鵰可以將最多1公斤的食物儲存在喉囊中，使其在食物不足時能斷食數天。在捕捉體型相對較大的獵物時，白頭海鵰可能會行合作狩獵：一隻負責分散獵物的注意力，而另一隻則從後方伏擊，如野兔或鷺鳥時。

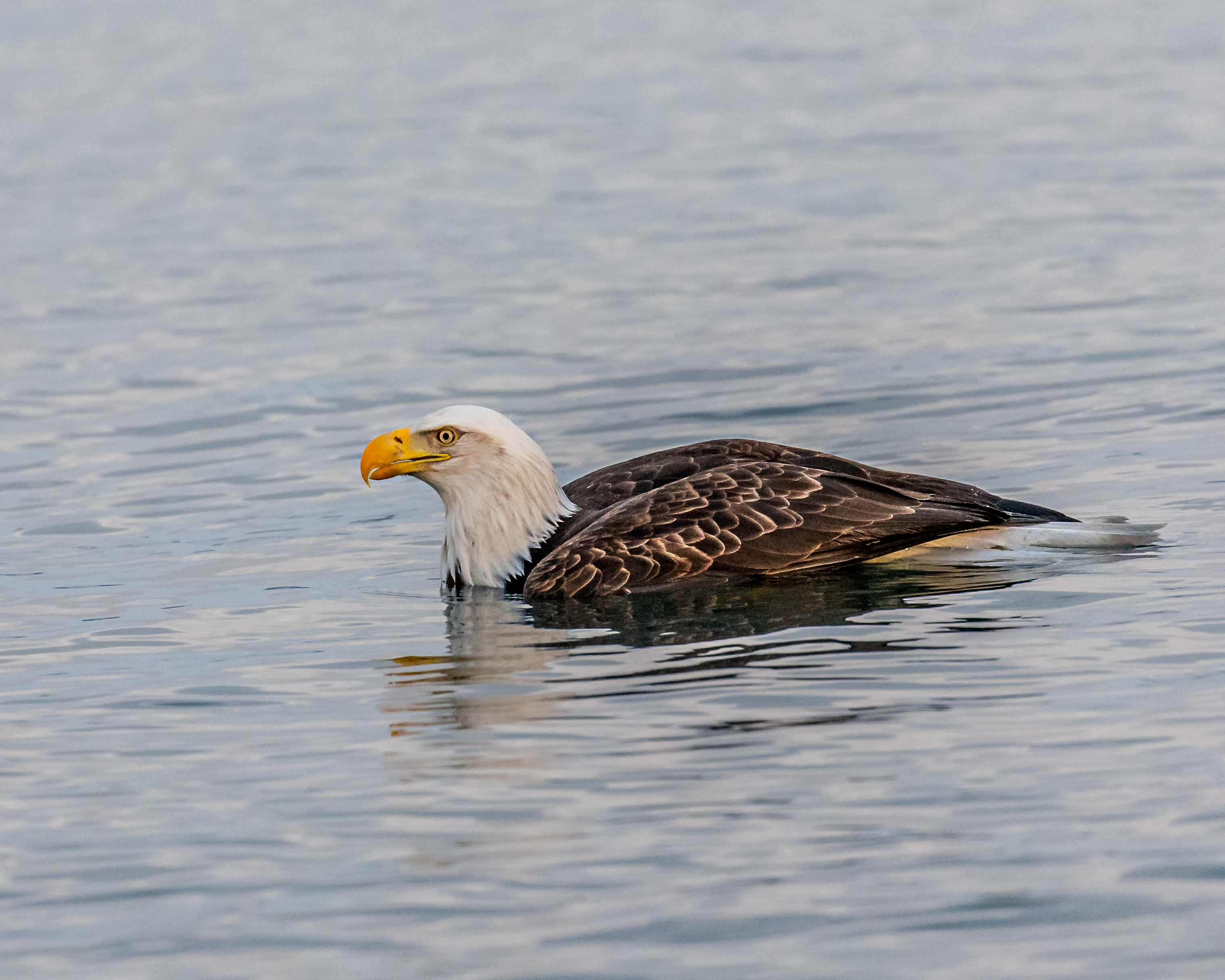
游泳中的白頭海鵰

白頭海鵰就如同其他大型老鷹一樣，除非風力的條件有利於牠們，牠們通常無法攜帶超過自身一半重量的獵物起飛。當捕食大型獵物如鮭魚、鯉魚或大雁時，白頭海鵰會費力地抓著獵物低飛水面並拖到岸邊，並在原地分解獵物。若獵物太重的話還有可能被因此拖入水中，雖然白頭海鵰有能力游到安全地帶，甚至在游泳時帶著獵物一起上岸，但也有些會因此溺水或因低溫症而死亡。

#### 魚類

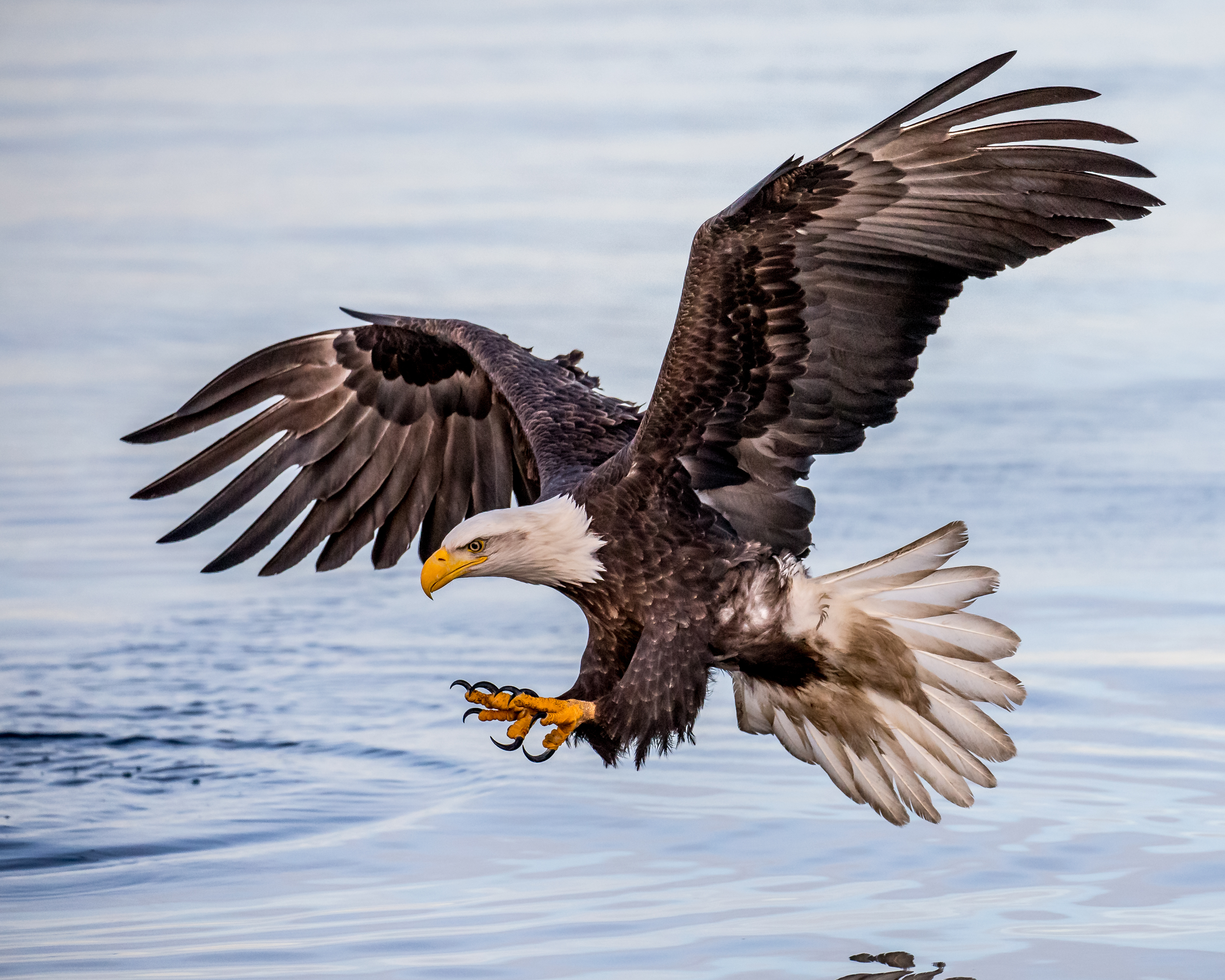
正在水面捕食的白頭海鵰

至少有100種魚類被記錄過曾成為白頭海鵰的食物。魚類佔阿拉斯加東南部的白頭海鵰整年約66％的飲食，而在繁殖期親鳥帶回巢中的獵物約78％是魚類。在奧勒岡州哥倫比亞河口地區的白頭海鵰則有90％是魚類，這些魚當中有58％是活捉的、24％是腐食的，剩下的18％則是從其他動物那裡偷來的。

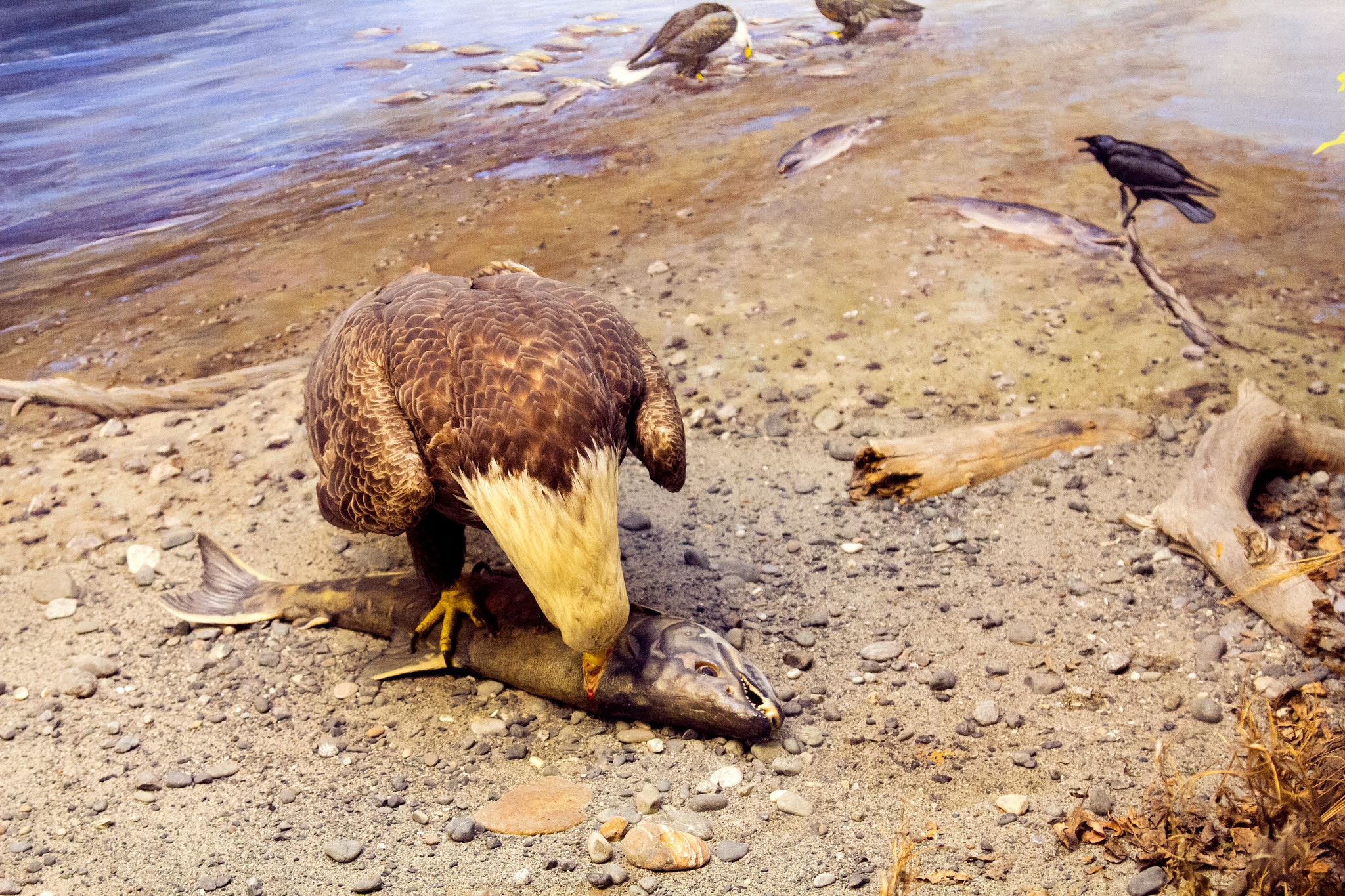
食用死亡鮭魚的白頭海鵰

在太平洋西北地區，鱒魚和鮭魚是牠們的主食。雖然白頭海鵰能捕捉活鮭魚，但通常是以產卵後的鮭魚屍體為食。阿拉斯加東南部的白頭海鵰主要以粉紅鮭、銀鮭、帝王鮭、紅鉤吻鮭為食，其中帝王鮭由於其過於龐大的體型（12—18公斤），只可能以腐屍狀態食用，並吸引多隻海鵰前來覓食。在阿拉斯加南部的河口和淺海海岸邊，佔了最多食物比例的魚包含太平洋鯡、六斑玉筋魚和蠟魚。在俄勒岡州的哥倫比亞河口地區，則是扁吻亞口魚（佔所有獵物裡的17.3％）、美洲西鯡（佔13％）和歐洲鯉（佔10.8％）。馬里蘭州乞沙比克灣的白頭海鵰主要以美洲真鰶、佩坦真鰶和金眼狼鱸為食。佛羅里達州的白頭海鵰主要獵物是鯰魚，尤其是雲斑鮰和真鮰属下的魚種，紀錄在案的還有鯔魚、鱒魚、針魚和美洲鰻鱺等。緬因州內陸的白頭海鵰則食用暗色狗魚和白亞口魚。在內布拉斯加州的普拉特河過冬的白頭海鵰主要以美洲真鰶和歐洲鯉為獵物。此外，白頭海鵰也吃虹鱒、犀目鮰、長線六線魚、大頭鱈、單鰭多線魚、大口黑鱸、白斑狗魚、銀花鱸魚、角鯊和玻璃梭鱸等。
白頭海鵰食用的魚類大小各異，但相較其他同樣在北美以魚為食的鳥類，牠們會捕食介於20—75公分之間，平均約36公分的較大魚類。在加利福尼亞州的布里頓湖周圍，實驗者在繁殖季時提供不同大小的魚，結果這些海鵰所選擇的魚有71.8％落在相對較大的34—38公分之間，而長度在23—27.5公分之間的小魚會被選擇的機率僅25%。在蘇必略湖周圍的鳥巢中，魚類的遺骸（主要是亞口魚屬）平均全長為35.4公分。在哥倫比亞河河口，大部分被白頭海鵰捕食的魚長度不會超過30公分，但在非繁殖季節時會獵食30—60公分或更大的大型魚類。在加拿大尼格爾湖，白頭海鵰經常抓捕長達80公分的白斑狗魚。牠們也能獵食至少是自身體重兩倍大的魚，例如大型的鮭魚、鯉魚，甚至是成年的北美狗魚，並利用爪子抓著獵物並向岸邊拖去。雖然白頭海鵰的食物中還有如狹鱗庸鰈和檸檬鯊等更大的海洋魚類，但因其體型太大所以通常並不活捉成魚，以剛成年的小魚、幼魚或成魚腐屍為主。
底棲魚類如鯰魚等，在死亡後會漂浮到水面上，成為白頭海鵰的食物。牠們還會利用水力渦輪機的力量，讓魚類受傷、昏迷或死亡，進而更容易被食用。掠食者如棕熊、灰狼和赤狐食用後留下的食物，可能會被白頭海鵰二度食用。華盛頓州的海鵰每天需要消耗489公克的魚來維持生存用的能量，而成年海鵰通常比幼鳥消耗更多食物，以增加在冬季的生存機率。

#### 鳥類
除了魚類之外，白頭海鵰也會獵食其他水鳥，牠們取食鳥類的比例取決於水面附近可食用魚類的多寡，可能占白頭海鵰約7％—80％總體的飲食比例。這些鳥類是白頭海鵰飲食中最多樣化的類別，目前已記錄有200種不同的鳥類曾被白頭海鵰捕食。
白頭海鵰偏好以中型鳥類作為獵物，例如西鸊鷉、綠頭鴨和美洲瓣蹼雞，因為這種體型對於海鵰來說相對容易捕捉、攜帶及飛行。在蘇必略湖周邊的海鵰最喜歡捕捉美洲銀鷗；在緬因州沿海地區的海鵰則喜歡綠嘴黑鴨、歐絨鴨和角鸕鶿；而聖米格爾島上的則將絨海番鴨作為其主要獵物。
由於這些鳥類對白頭海鵰來說容易捕獵且其巢穴能提供的保護有限，牠們大肆捕獵捕捉了從蛋到成鳥的所有個體，顯著地減少了整個鳥群的數量。在北太平洋沿海地區，由於主要食用海帶的魚類（可能由於過度捕撈）和海獺（原因未知）數量驟降，海鵰們從過去以這兩者為食的習性，轉為捕食當地的海鳥，進而產生對海鳥保育的隱憂。由於白頭海鵰過於廣泛的捕食菜單導致一些生物如海鴉的下降，生物學家已開始對於其引發的保育衝突表示關注。白頭海鵰也會攻擊夜行性或築巢於洞穴中如風暴海燕或剪水鸌之類的海鳥，挖掘牠們的巢穴並吃掉裡面的所有動物。當白頭海鵰靠近時，這些水鳥通常會整群地飛走，這使其無法保護巢中的蛋和幼鳥，而可能被沙鷗等食腐鳥類覓食。
大型的水鳥有時也會成為獵物的選項，例如冬季時集成大群的帝雁和雪雁。其他被捕食過的大型水鳥包括崖海鴉、普通潛鳥、大黑背鷗、沙丘鶴、大藍鷺、細嘴雁、小天鵝和褐鵜鶘，這些水鳥有時體重可能還會超過白頭海鵰本身。加拿大雁也在捕食的選項內，白頭海鵰有曾捕捉其最大亞種的紀錄。除此之外，白頭海鵰會攻擊美洲鵜鶘、黑嘴天鵝和美洲鶴的亞成鳥或剛學飛的雛鳥覓食，也被記錄過曾襲擊成鳥，但未有成功。
白頭海鵰有時候會殺死其他猛禽，這可能是因為在與其他競爭對手競爭或盜食寄生的後果。目前至少九種其他鷹科和貓頭鷹被記錄到曾成為白頭海鵰的食物過：從西方鳴角鴞到雪鴞等不同體型的貓頭鷹都有被殺死過；而被其獵食的日行性猛禽則有紅尾鵟、游隼、蒼鷹、魚鷹、黑美洲鷲和紅頭美洲鷲。

#### 哺乳類

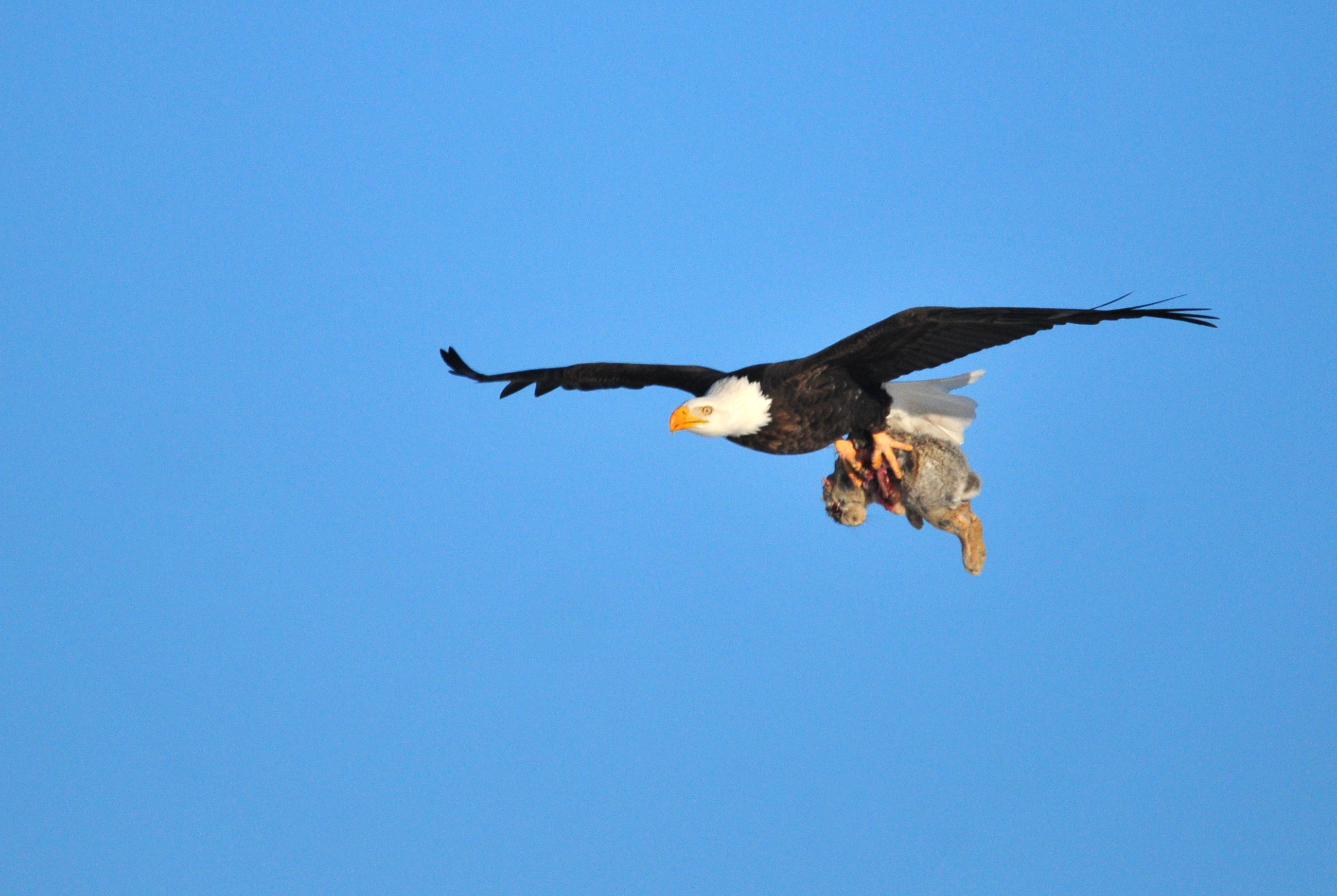
捕捉了棉尾兔的白頭海鵰

哺乳動物被捕食的頻率僅次於魚類及鳥類。但在內陸地區，越冬的白頭海鵰可能相當慣於捕食那些成群結隊的中型哺乳動物，例如草原犬鼠和野兔。在懷俄明州斯威特沃特县的西德斯卡迪國家野生動物保護區（Seedskadee National Wildlife Refuge），白頭海鵰經常組隊捕捉草原犬鼠和野兔群。牠們可以攻擊並捕食幾乎任何大小的兔子，包含濕地棉尾兔、加利福尼亞兔、草原兔以及北極兔。在聖路易斯谷地，海鵰經常捕捉草原兔。除了兔子跟草原犬鼠之外，小鼠類如蒙州田鼠、褐鼠、麝鼠、海狸鼠和各種松鼠也是作為牠們可能的捕捉選項之一。白頭海鵰也曾被報導還會襲擊並殺死北美豪豬食用。
在環境條件允許，海鵰們會捕捉海豹以得到大量的食物。在華盛頓州的保護島上，白頭海鵰通常以港海豹的胎盤、死產和病弱的幼豹為食。在阿拉斯加的海鵰也捕食海獺的幼崽。牠們也偶爾會捕食中小型肉食性哺乳動物，有紀錄的包含美洲貂、美洲水鼬、島嶼灰狐、灰狐、北極狐、臭鼬、白背獾臭鼬、家貓以及赤狐。還有報導稱白頭海鵰食用過更為強壯的物種，如北美水獺、雄性漁貂、浣熊，甚至是短尾貓，但並不清楚這些短尾貓是被海鵰殺死的或只是食腐。其他的哺乳動物獵物包括白尾鹿和騾鹿的幼鹿，這些幼鹿約重3公斤的大小可被白頭海鵰活捉帶走，目前觀察到最大的紀錄是重達6.8公斤的騾鹿幼鹿。除了這些之外，北美負鼠也可能成為食物之一，但大多數情況是腐食的，因為這些負鼠是夜行性動物，並常遭到路殺。
白頭海鵰跟金雕偶爾會被指責去捕食綿羊之類的家畜。據數個案例顯示白頭海鵰會捕食這些羊羔，其中一些羊羔重達11公斤。但實質上白頭海鵰並不太捕食健康的羊羔，牠們與金雕通常更喜歡去捕捉野生動物，不太可能對經濟造成過大的損害。在一個特殊案例中，一隻白頭海鵰被發現捕食了一頭懷孕的母羊，還讓至少三隻海鵰加入食用該母羊的行列中。懷孕的母羊平均重量通常超過60公斤，遠比白頭海鵰會去捕食的其他獵物還要大得多。

#### 爬蟲類及其他種類
白頭海鵰有機會的話也會捕食一些更為次要的獵物，例如爬行動物在其多樣性較高的溫暖地區（如佛羅里達）就更可能被捕捉。烏龜可能其中最常被捕食的。在紐澤西州的沿海地區，20個白頭海鵰巢中就有14個包含了烏龜的遺骸：主要包括密西西比麝香龜、鑽紋龜和幼年擬鱷龜等，且多以背甲長度為9.2—17.1公分亞成年和小型成年烏龜為主。在乞沙比克灣的海鵰飲食中也有記錄到許多的烏龜。在德克薩斯州，滑鱉是最常被捕食的獵物。而在佛羅里達的托雷亞州立公園也有不少巴氏地圖龜被捕食過。其他有紀錄到的爬行和兩棲動物包括多棱艾爾蛇蜥、蛇類如束帶蛇和響尾蛇，以及大鰻螈等。
白頭海鵰有時也會捕食無脊椎動物。在阿拉斯加的海鵰會食用海膽、多板綱、無孔貽貝和螃蟹等。其他軟體動物如陸生蝸牛、鮑魚、雙殼貝、玉黍螺、紫殼菜蛤、烏賊和海星，也會被捕食。

#### 不同物種間的爭奪行為

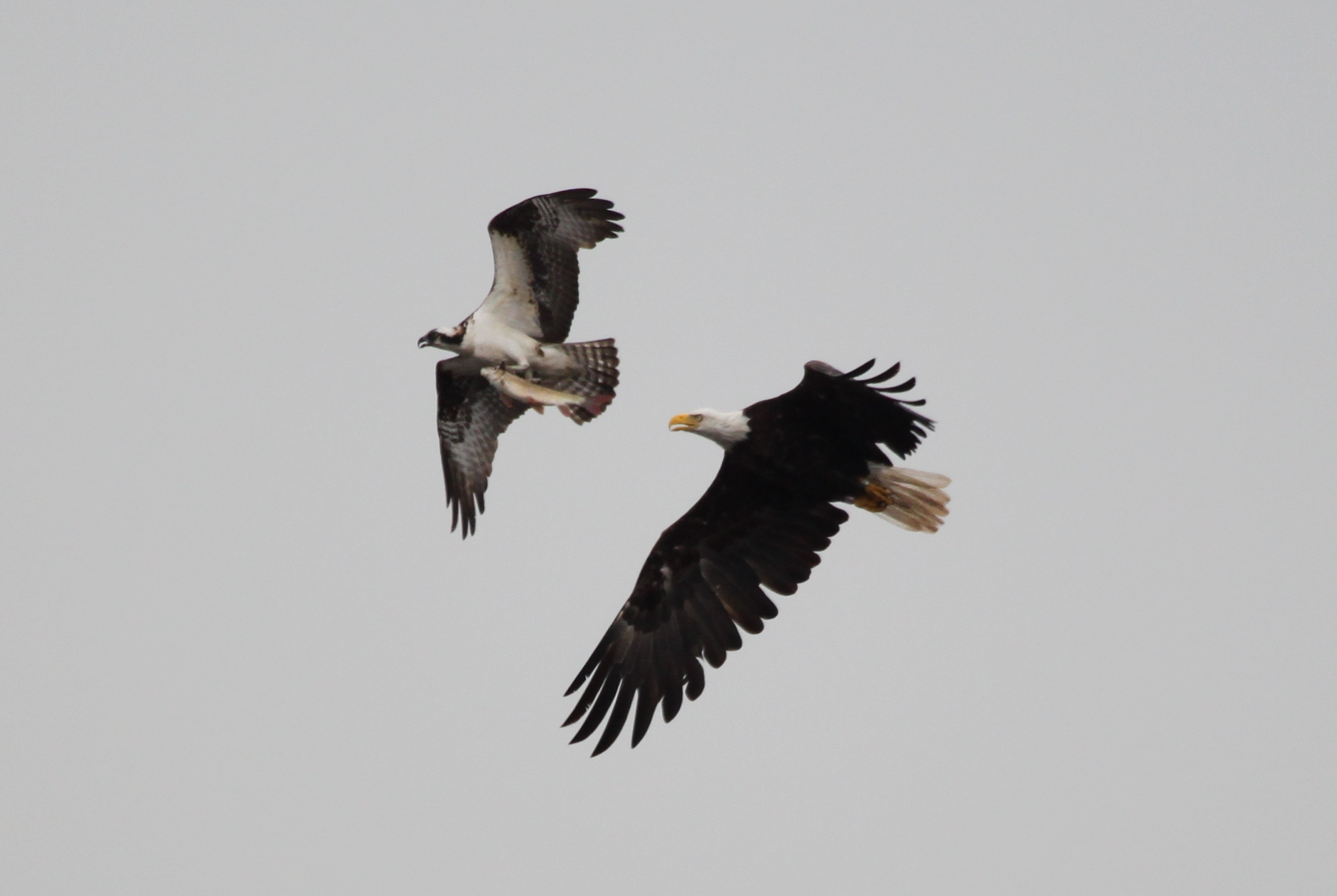
正在追逐魚鷹的白頭海雕

當爭奪食物時，白頭海鵰通常對其他食魚或食腐動物佔有優勢地位，並會攻擊及驅逐郊狼、狐狸、烏鴉、沙鷗、禿鷹和其他猛禽，確保自己獲得覓食的優先權。但有時候郊狼、短尾貓和家犬能趕走白頭海鵰去吃腐肉，這種情況的海鵰通常是較沒經驗的亞成鳥，並曾在緬因州被記錄到。
與金雕相比，白頭海鵰是較不主動且保守的捕食者，意即牠們更常以腐肉和盜食寄生的方式維生（但金雕仍會食用不少量的腐肉）。而數量上，在北美洲的白頭海鵰遠比金雕多，大約是金雕數量兩倍的15萬隻。所以在有食物的地方，白頭海鵰通常比金雕還多。這兩種猛禽在體型、攻擊性和體力上基本相等，所以在競爭時可能會不分上下，而勝負則通常取決於雙方的大小和性情。於猶他州冬季時的紀錄中，白頭海鵰和金雕競爭時互有勝負，但也有出現過同一隻白頭海鵰連續兩次成功驅逐了金雕的情況。但也有合作的情形：在冬季的紐澤西州就觀察到一隻金雕和許多白頭海鵰一起狩獵雪雁，而沒有發生衝突。並也發現過這兩種老鷹在阿帕拉契山脈東側偏遠的森林空地裡同時進食白尾鹿的內臟和屍體，而沒有衝突。
白頭海鵰因為偶爾捕食其他猛禽，而經常受到小型猛禽的圍攻。許多白頭海鵰在魚類難以獲得的冬天更傾向於盜食寄生的覓食行為。牠們被記錄到從魚鷹、鷺鳥甚至水獺等其他掠食者那裡偷走魚類。牠們還曾被記錄從游隼、王鵟等鳥類那裡搶劫鳥類，從赤腹鷹那裡搶劫草原犬鼠，甚至從金雕那裡搶走野兔。當牠們接近像狗、鷗鳥或禿鷹這樣的腐肉動物時，白頭海鵰通常會襲擊牠們以試圖迫使其吐出食物。
健康的成年白頭海鵰在野外並不會被當作獵物，因此被視為頂級掠食者。雖然白頭海鵰很少面臨自然威脅，但是少數狀況下，通常選擇避免衝突的普通潛鳥會因為強烈的領地意識，而會用其相當尖銳的喙啄刺來捕食的白頭海鵰。隨著白頭海鵰的分布範圍在保育下不斷擴大，這種情形已經被觀察到多次，甚至造成白頭海鵰死亡。生物學家推測因為海鵰攻擊了一個巢穴，所以被一或兩隻的潛鳥攻擊造成致命的穿透性創傷而死亡。

### 繁殖

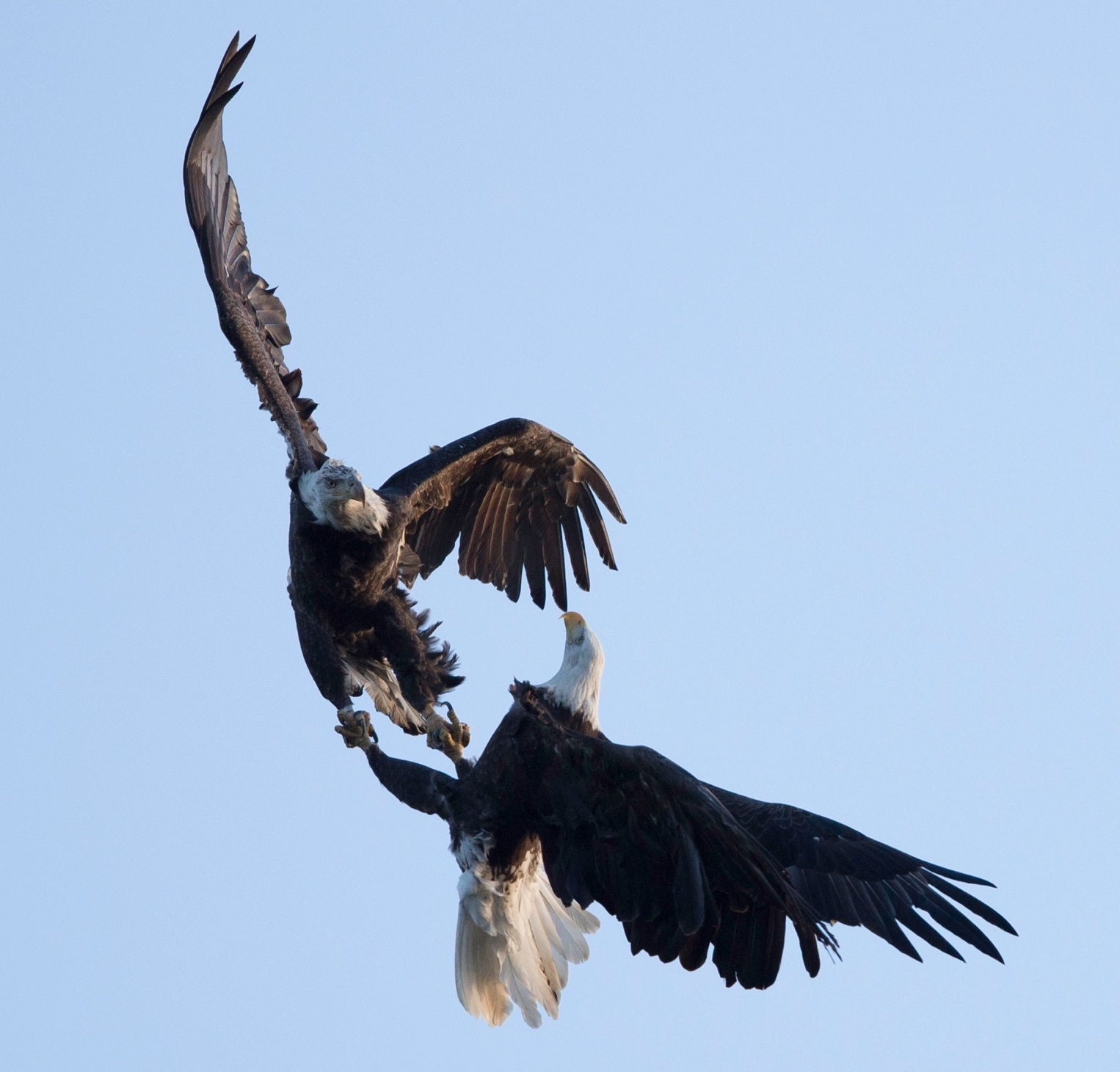
一對正在飛行表演的白頭海鵰

#### 求偶
白頭海鵰在4—5歲時會踏入性成熟的階段。當牠們的年齡已大到可進行繁殖時，通常就會回到自己的出生地繁殖。牠們為終身伴侶制，但若雙方有其中一方死了或失蹤了，另一方會再選一個新的配偶。若一對夫妻多次嘗試進行繁殖，但都失敗的話，牠們也有可能會分開並另覓佳偶。白頭海鵰在求愛時會由雄鳥主導進行華麗壯觀的叫聲和飛行表演，牠們會俯衝、追逐和翻跟斗，在飛至高空時，雙方會把對方的爪子抓牢後自由落地，在接近地面之前才分開。

#### 巢穴建造及使用

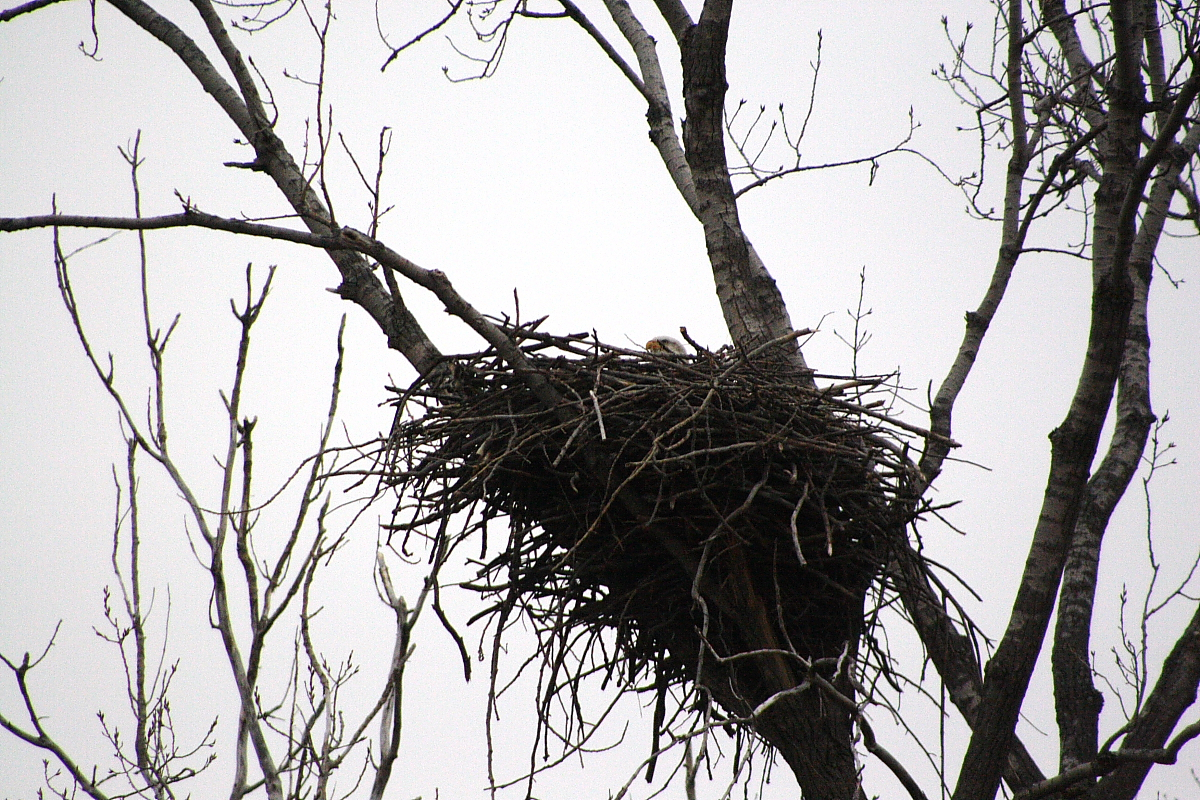
白頭海鵰的巢

成功配對後，通常其領域範圍會是附近1—2公里遠的水邊棲地。相較於大多數較晚繁殖的其他猛禽，白頭海鵰的鳥巢會在約二月中旬建好並加固，然後在二月下旬產卵（這時在北方可能還在大雪中）。牠們的鳥巢是北美洲最大的巢，並重複使用多年。海鵰每年會添加新材料，最終可能達到4公尺深、2.5公尺寬，重達1公噸的程度。在佛羅里達州發現的一個鳥巢深度達到6.1公尺，寬度2.9公尺，重達2.7公噸，是有史以來任何動物曾建造過的最大樹巢。
通常巢穴的使用年限不會超過五年，因為這些巢要不在風暴中崩塌，要不因重量太大就壓壞了支撐用的樹枝。然而在中西部地區，有一個巢穴連續被使用了至少34年。這巢穴由樹枝構成，通常建在靠近水源的大樹上。而在沒有樹木的地區，白頭海鵰會築巢在地面上，這比較容易發生在沒有陸地捕食者的地區，例如阿拉斯加的阿姆奇特卡島。在墨西哥索諾拉州，觀察到白頭海鵰把巢做土人之櫛柱的頂部上方。曾有報告稱在加利福尼亞、堪薩斯、內華達、新墨西哥和猶他州的懸崖和岩石尖頂上發現過巢穴，但目前有確認紀錄有其巢穴的只有在阿拉斯加和亞利桑那州。

#### 孵化

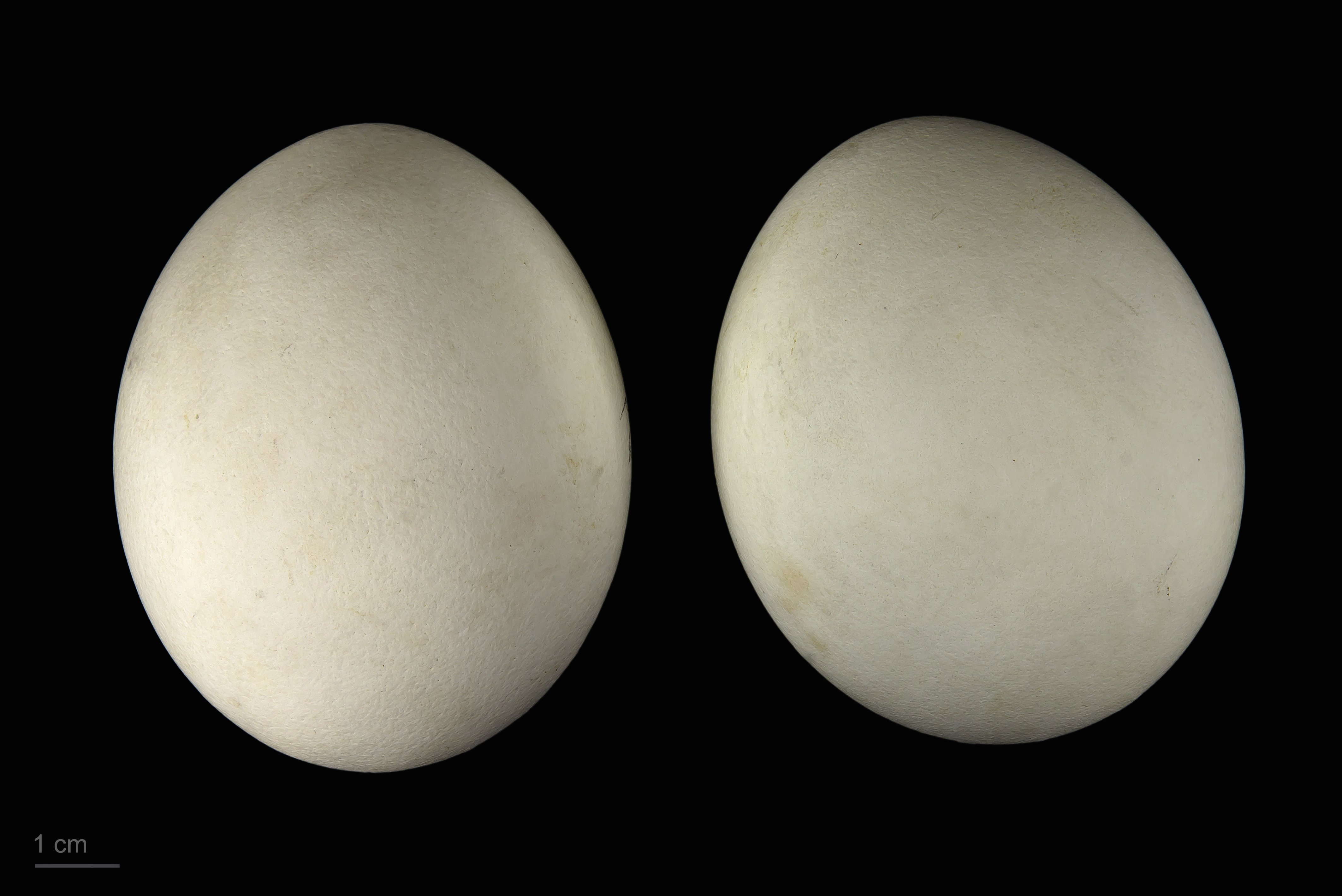
白頭海鵰的卵

卵的平均長度約為7.3公分，介於5.8—8.5公分之間；寬度為5.4公分，介於4.7—6.3公分之間。蛋的大小和成鳥體型大小一樣，會隨著離赤道的距離而增加。阿拉斯加的卵平均重量為130公克，而薩斯喀徹溫的則為114.4公克。白頭海鵰每年生產1—3顆，其中2顆是最為常見的數量。偶爾可能會在巢穴中發現四顆卵，但這被認為是少數海鵰多配偶的特殊情況。被圈養的白頭海鵰有能力可產多達七顆卵。
白頭海鵰三月中旬至五月初時孵蛋；約35天後的四月中旬到五月初時破殼；在六月底至七月初時幼鳥就會開始學飛。所有三隻幼鳥成功成長為成鳥的情況很少見。最年長的幼鳥通常由於體型較大且叫聲較大，容易吸引父母的注意力去餵養自己。而且就如同其他大型猛禽的幼鳥一樣，最年長的幼鳥可能會去攻擊並殺死年幼的弟妹，特別是在早期時體型差異最大的時候。但是近一半的白頭海鵰鳥巢還是會兩隻幼鳥成功離巢（少數情況下可能有三隻），跟其他的大型猛禽有所落差。其他猛禽如真鵰屬的鳥類，即使牠們通常產兩顆卵，會觀察到有第二隻雛鳥離巢的機率不到20％。白頭海鵰的雄鳥和雌鳥會輪流孵蛋，但雌鳥還是負責了大部分的孵化工作。不在孵蛋的親鳥則會在此期間獵食或尋找巢材。在孵化期的前兩到三個星期裡，絕大部分時間至少會有一隻成鳥待在巢穴中照顧幼鳥。但在5—6個星期後，親鳥通常會改停棲在附近的樹上而較少去照顧幼鳥。

#### 成長

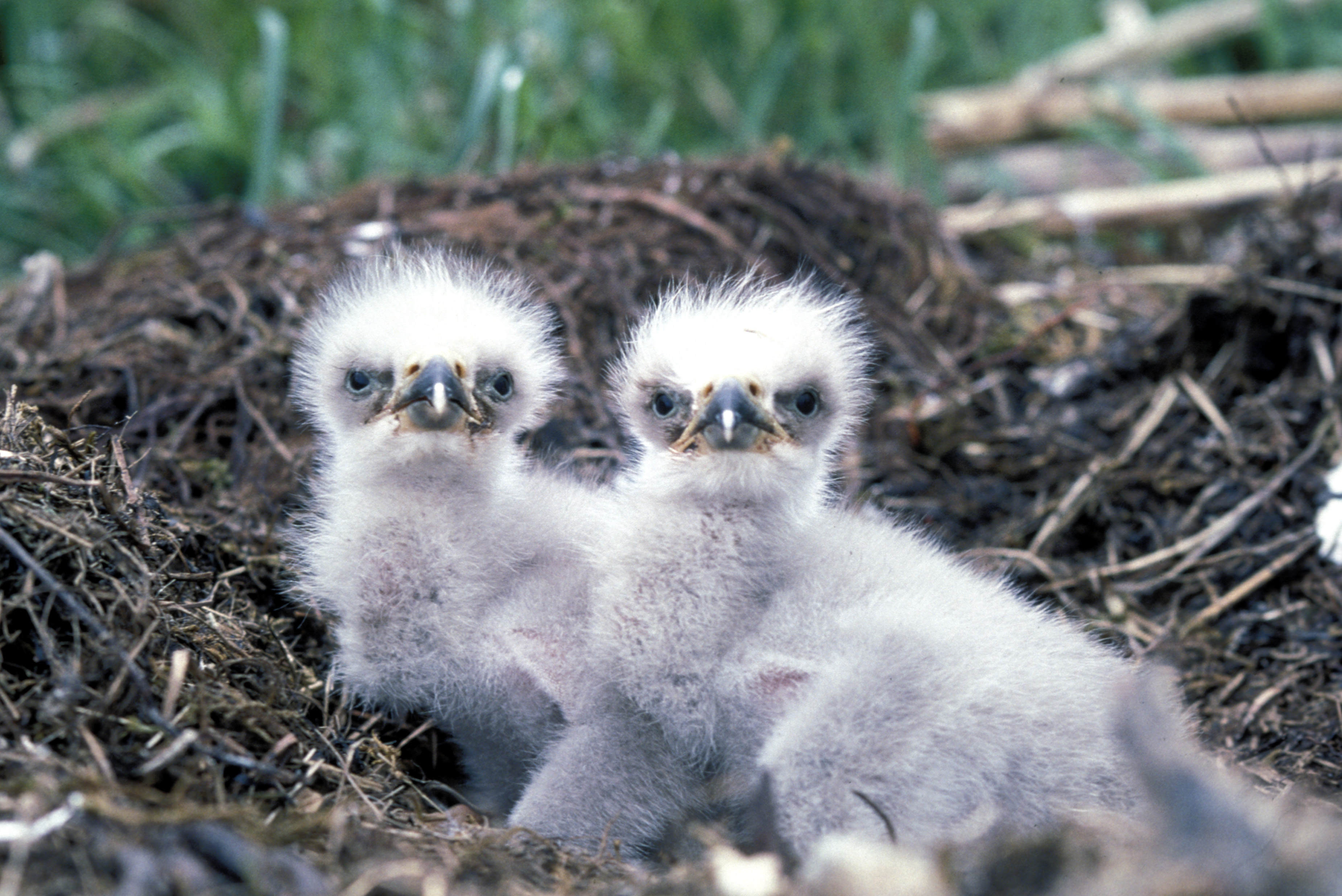
兩隻小白頭海鵰

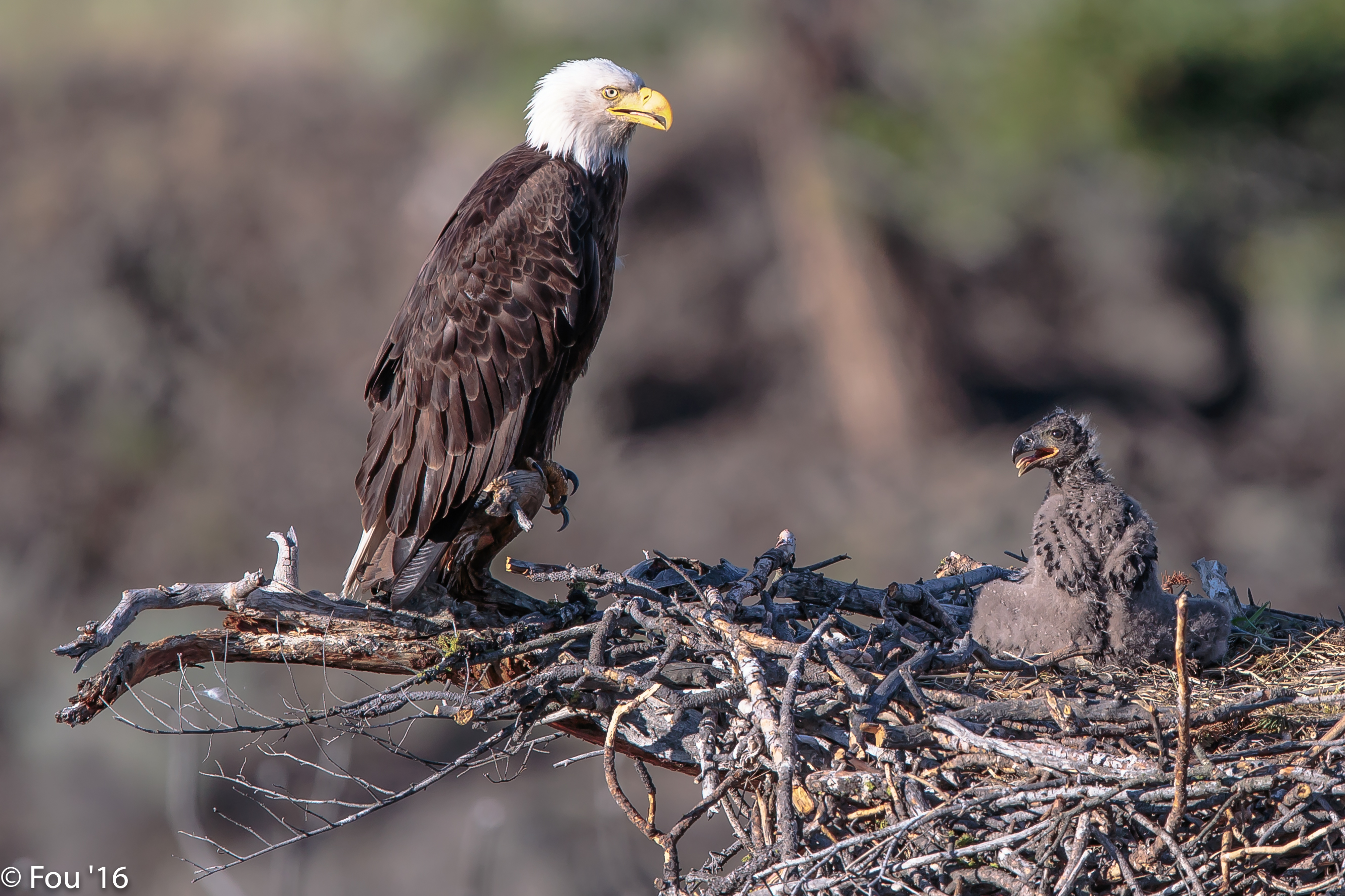
成鳥與幼鳥

年幼的小鷹每天可以增重多達170公克，是生長速度最快的北美洲鳥類。幼鷹們會拾取和操弄木棍，互相玩耍，進行拔河遊戲，練習用爪子抓東西，伸展和拍打翅膀。到了8—14週大時，幼鷹們就足夠強壯到能開始學習空中飛翔並離巢，之後的再八周內，牠們會嘗試學習獨立，但仍由親鳥照顧。飛離雙親照顧的日期則取決於性別、孵化順序影響的生長和發育情況。在接下來的四年裡，未成年的白頭海鵰會四處尋找食物，直到換上成鳥的羽毛並具備繁殖能力。
在部分罕見情形中，白頭海鵰會收養其他猛禽的幼鳥，例如2017年在加拿大雪梨附近的舒爾港候鳥保護區（Shoal Harbor Migratory Bird Sanctuary）裡，白頭海鵰父母將一隻紅尾鵟的幼鳥帶回巢中，原先可能是想作為獵物食用。但後來這隻幼鳥被接納並與其他三隻白頭海鵰幼鳥構成一個家庭，最終這隻被生物學家們稱為「Spunky」的紅尾鵟幼鳥順利長大並飛離白頭海鵰的照顧。

## 壽命與死亡

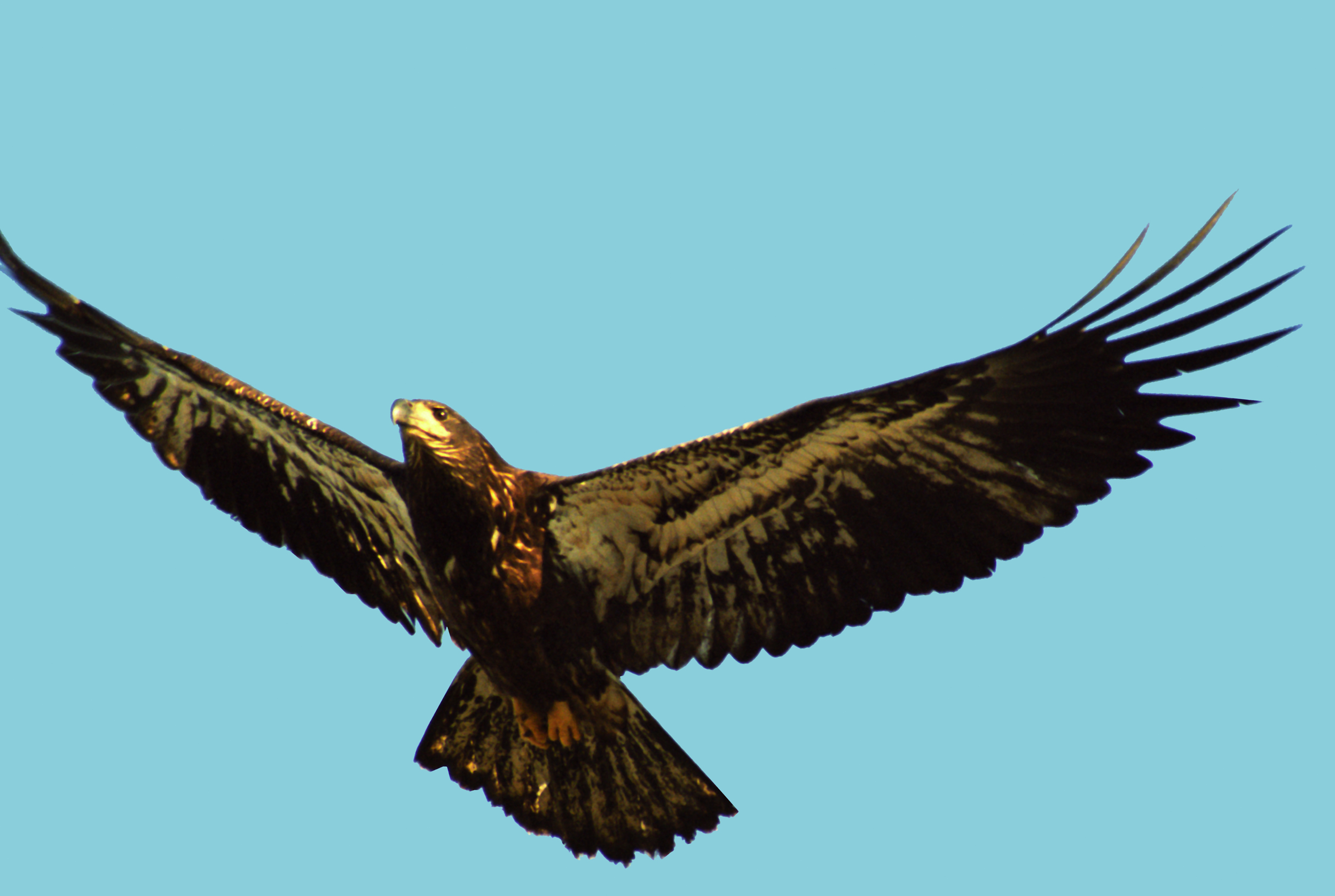
一隻未成熟的白頭海鵰

野生白頭海鵰的平均壽命約為20年左右，最長的紀錄則為38歲。在圈養環境中，牠們通常能活得更久。在紐約一隻被圈養的白頭海鵰活了近50年。牠們的平均壽命可能受到其棲息地和獵物多寡的影響。
国家野生动物健康中心在1963—1984年對美國境內的1428隻死亡白頭海鵰進行的解剖結果顯示，其中329隻（23％）海鵰死於主要是碰撞電線和車輛導致的外傷；309隻（22％）死於槍擊；158隻（11％）死於中毒；130隻（9％）死於觸電；110隻（8％）死於虛弱或體力不足；68隻（5％）死於狩獵陷阱；31隻（2％）死於疾病；另有293隻個體死因無法確定，當中能確認死因的海鵰有68％的死亡是由人為原因引起的。到了現在由於受到法規保護，射殺致死的狀況已大幅減少。在佛羅里達的一項研究指出白頭海鵰成鳥的年存活率報告為100%。在阿拉斯加的威廉王子灣，即使受到附近漏油事件的影響，成年個體的年存活率仍有88％。較為特殊的個案中，有一隻海鵰在探查一個游隼巢穴時，被俯衝的游隼擊中，數天後死於腦震蕩。
大部分非人為死亡的情況發生在白頭海鵰的幼鳥或蛋上。在所有離巢個體裡，約有50％能在第一年存活下來。但也有如在乞沙比克灣地區的一次特殊紀錄，有無線電追蹤的39隻幼鷹中在第一年裡全存活了下來。幼鳥或蛋的死亡原因眾多，包含被掠食、巢穴倒塌、飢餓、手足間的攻擊或惡劣天氣等。若食物供應不足，會使雙親都必須離巢覓食，會導致幼鷹受保護的程度進一步降低。會掠食巢穴的動物包括大型鷗類、鴉科鳥類（含喜鵲、渡鴉、烏鴉等）、狼獾、貓鼬、紅尾鵟、貓頭鷹、其他鷹類、山貓、黑熊和浣熊等。但白頭海鵰也會奮不顧身的保護牠們的幼鳥，並曾有記錄過其擊落一隻試圖攀爬到樹上覓食的黑熊。一般來說，陸地上的掠食者多不擅爬樹而相對安全。在阿拉斯加的阿姆奇特卡島上的棲地，北極狐可能會從地面巢穴中抓走幼鳥，但北極狐現今已從島上被根除。

## 與人類的關係

### 數量下跌的因素
在18世紀初，白頭海鵰的數量為30萬—50萬隻。到了20世紀50年代白頭海鵰受到各種因素的嚴重影響，使其數量急遽下跌，在美國本土州分中僅有412對築巢的白頭海鵰。
這主要被歸咎於殺蟲劑DDT的危害。白頭海鵰同其他猛禽容易受到DDT生物放大作用的影響，即使DDT本身對成鳥並不致命，但仍會干擾牠們的鈣代謝，使牠們不孕或者無法產下健康的蛋：這些蛋過於脆弱，無法承受成鳥孵蛋的重量而碎裂，這使其孵化率下降。
逐步失去的棲息地及狩獵也是白頭海鵰數量下降的因素。在1930年，一位紐約的鳥類學家在這12年內，記錄到在阿拉斯加約有7萬隻白頭海鵰遭射殺的情形。許多獵人基於傳統觀念將白頭海鵰殺死，認為白頭海鵰會劫走幼羊甚至是人類小孩。然而實際上會抓走幼羊的情況很少見，而抓人類小孩的情形更是從未發生過。
美國魚類及野生動物管理局在1978年描述非法狩獵是「白頭海鵰直接死亡的主要原因」。白頭海鵰死亡的主要原因包括被獵殺、鉛或水銀中毒、路殺、噪音、疾病以及在電纜線上觸電。在2022年的研究發現美國38個州有超過一半成年白頭海鵰有鉛中毒的情況，主要原因是當白頭海鵰覓食獵人所射殺的動物時，這些屍體通常帶有鉛霰彈或子彈的碎片。

### 保護措施與數量回升
《1918年候鳥協定法案》的通過是白頭海鵰首次在美國及加拿大內受到法規保護，後來條約的生效範圍佈及整個北美洲。《白頭海鵰和金雕保護法案》於1940年由美國國會批准，以保護白頭海鵰和金雕免於商業捕捉和殺害的危害。白頭海鵰於1967年被美國宣布為瀕危物種，並於1962—1972年間對《白頭海鵰和金雕保護法案》的修訂進一步限制了商用的可能並增加了對犯法者的處罰。
1972年，美國宣告正式全面禁止使用DDT，而加拿大自1970年代末以來就已嚴格限制DDT，並於1989年完全禁用。這些法規的實施及DDT的禁用使白頭海鵰的數量有所回升，但確切計算白頭海鵰的數量仍有一定困難。在1980年代初，白頭海鵰估計約有10萬隻，到1992年則增加到11—11.5萬隻；美國境內有最多白頭海鵰的州份是有4—5萬隻的阿拉斯加，其次是加拿大的英屬哥倫比亞省，1992年約有2—3萬隻。近一次的統計是在2006年，各州份報告了共9789對海鵰在繁殖。白頭海鵰在美國本土的主要繁殖地位於佛羅里達，在過去其他州的數量因DDT的使用而大幅減少時，佛羅里達州的鳥類數量仍有超過1000對。現在美國本土州份裡有23個州至少擁有超過100對白頭海鵰，而繁殖對數最多的地方是明尼蘇達州（1312對），超過佛羅里達州最近的統計數量（1166對）。在華盛頓州，1980年時只有105個鳥巢有被白頭海鵰使用，到2005年已有840個鳥巢被使用，每年增加約30個。華盛頓州的數量增長可能受到冬季時食物（尤其是鮭魚）的供應限制。1989年的阿拉斯加港灣漏油事件中，在威廉王子灣的白頭海鵰估計有247隻喪生，但隨後在1995年恢復到事故前的數量。在一些地區，白頭海鵰的增加導致其他鳥類族群的減少，因此反而被視為是一種有害生物。
白頭海鵰於1995年7月12日正式從美國聯邦政府的瀕危物種名單中移除，美國國家漁業和野生動物管理局將其由瀕危物種重新分類為受威脅物種。1999年7月6日，一項提案提議將白頭海鵰從瀕危和受威脅野生動物名單中刪除，並於2007年6月28日被正式撤銷其受威脅物種的地位。《國際自然保護聯盟瀕危物種紅色名錄》將其歸類於無危物種。

### 捕獵許可
2016年12月，美國國家漁業和野生動物管理局提議將風力發電公司獲得的撲殺許可證延長，使其在30年內可每年合法殺死4200隻白頭海鵰，是之前所允許數量的四倍，也是許可證原本有限時限的六倍。

### 圈養環境下的白頭海鵰

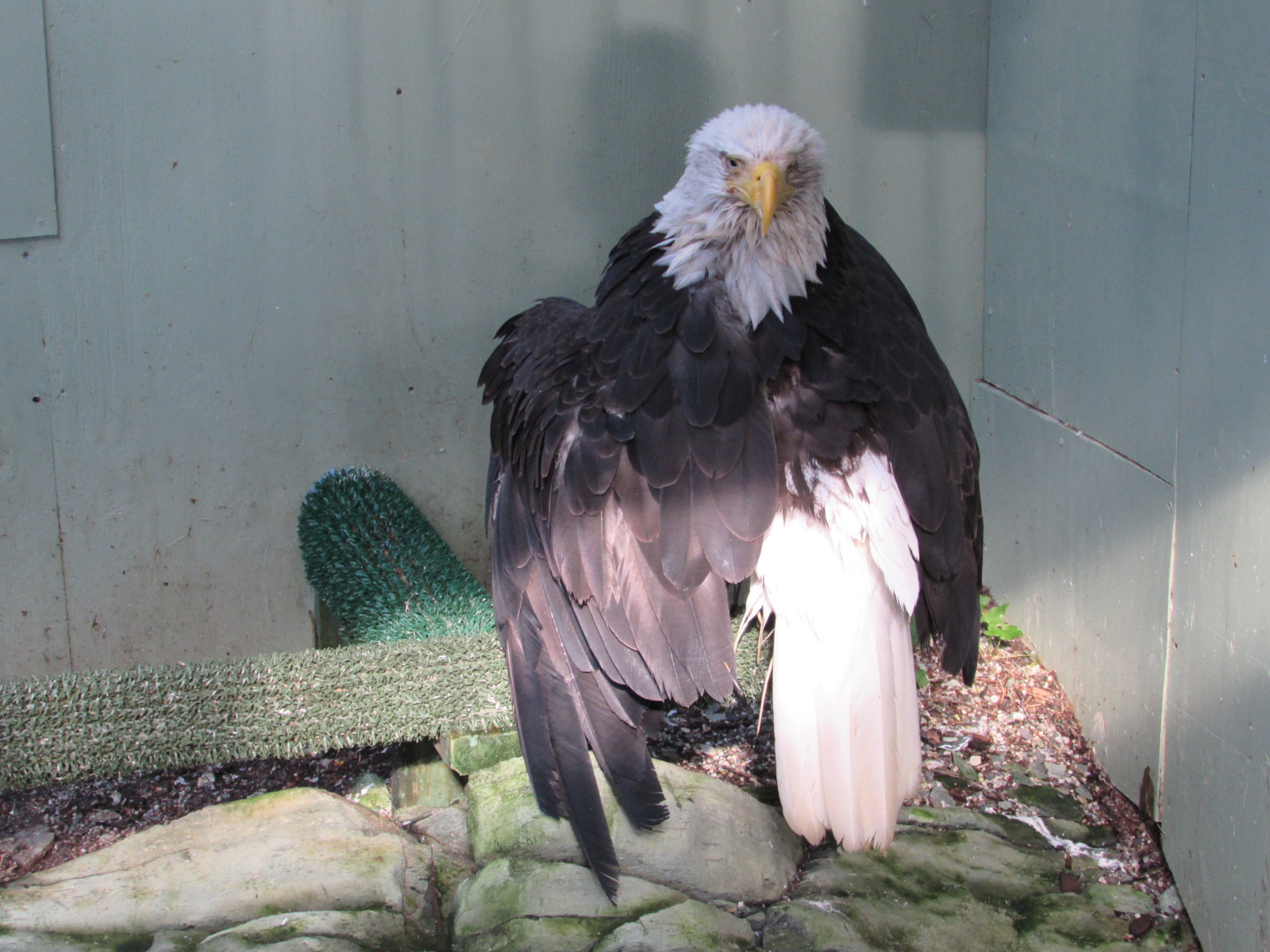
一頭名為「巴爾的摩女士」的白頭海鵰，牠曾遭偷獵所害，但成功倖存下來但無法再回歸自然環境。攝於2015年8月15日

在美國，養殖白頭海鵰需要獲得許可證。許可證主要發給公立教育機構，且這些白頭海鵰通常是無法釋放回野外的永久受傷個體。飼養白頭海鵰的設施必須配備足夠的籠舍，並且需要有經驗豐富的工作人員來處理和照顧白頭海鵰。如果得到良好的照顧，白頭海鵰在圈養環境下可以相當長壽，但仍不容易進行繁殖。
在加拿大和英國，飼養白頭海鵰進行鷹獵需要許可證。在美國，白頭海鵰不得用於鷹獵，但在某些地區可能會發放許可證，允許在猛禽表演中使用白頭海鵰。

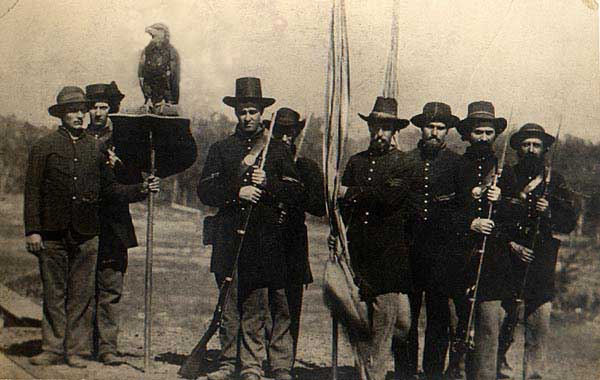
Old Abe與步兵團的合照

美國的軍隊也曾經飼養白頭海鵰做為吉祥物，1861年的威斯康辛州第8步兵團在美國內戰期間從美國原住民那裡獲得了一隻雄性白頭海鵰，命名為「Old Abe」。該海鵰成為了步兵團的象徵，陪伴他們參與了美國內戰的許多戰役，提高了士兵的士氣，並在美國陸軍第101空降師的標識上出現。
美國老鷹基金會有負責照顧並訓練一隻無法放歸自然環境名為Challenger的白頭海鵰，被訓練在世界大賽和美國總統就職典禮等場合飛越會場，是第一隻被用以作為此用途的老鷹。

### 文化象徵
白頭海鵰在多個美洲原住民文化中具有重要地位，並同時作為美國的國鳥，牠在美國聯邦政府的印章、標誌、貨幣、郵票和其他相關物品中均佔據著重要地位。

#### 美洲原住民文化
白頭海鵰在北美的一些文化中被視為神聖的鳥類，其羽毛如同金雕的羽毛一樣，在美洲原住民的宗教和習俗儀式中佔據著重要地位。對一些文化來說，白頭海鵰是神和人之間傳遞信息的使者。許多印第安的帕瓦舞者會使用白頭海鵰的爪子作為服飾的一部分。而白頭海鵰的羽毛在傳統儀式中經常被使用，特別是在製作穿戴服飾、扇子、羽飾和頭飾時。在納瓦荷傳統中，羽毛被認為是種保護者的象徵，納瓦荷醫生會使用鷹的腿骨和翅膀的骨頭製作儀式口哨。拉科塔人會將其羽毛作為榮譽的象徵，贈予完成任務的人。波尼族認為白頭海鵰象徵着繁殖力，因為牠們的鳥窩建在高處，且牠們在受到攻擊時會奮不顧身的保護幼鳥。喬克托族則將白頭海鵰視為和平的象徵，因為牠與太陽所在的上層世界有所接觸。在現代，白頭海鵰的羽毛在一些重大事件中被作為禮物贈送，例如從大學畢業時。

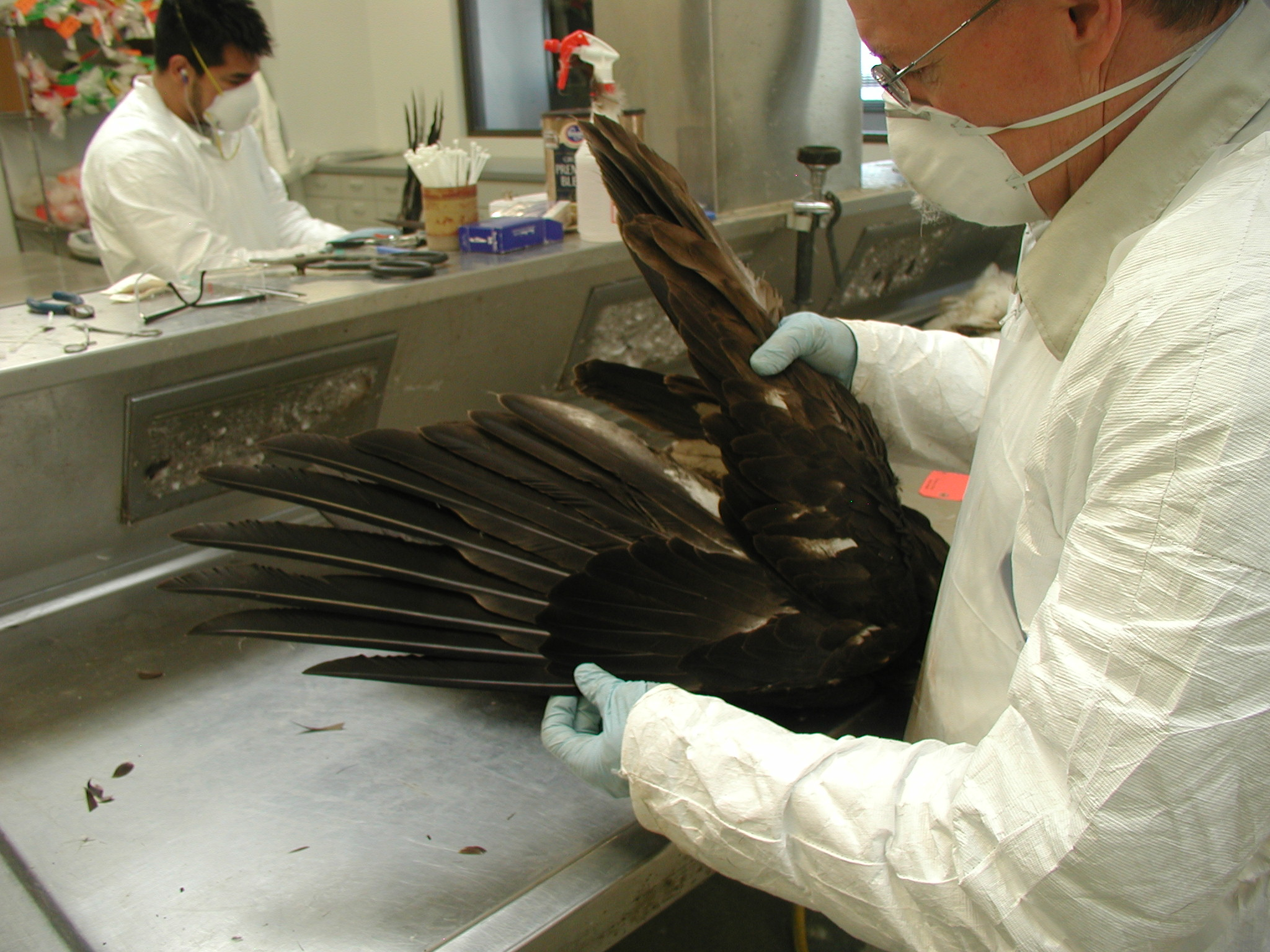
國家鷹庫的工作人員正在處理一隻白頭海鵰

在許多平原印地安部落的日舞中，老鷹以多種方式被象徵。舞蹈舉行的過程中，舞蹈所在的小屋叉形的部分象徵老鷹的巢。舞蹈中使用的哨子是由老鷹的翅膀骨頭製成。在舞蹈中，一位巫醫可能會用由羽毛製成的扇子指向尋求治療的人。巫醫將扇子與會場中央的柱子接觸，再觸碰病人，以將能量從柱子傳遞到病人身上。之後，巫醫會將扇子舉向天空，讓老鷹把病人的祈禱帶到造物主那裡。
根據目前的鷹羽法規定，只有具有可證明其美國原住民血統並登記在聯邦認可的部落中的個人，才能合法獲取或擁有白頭海鵰或金雕的羽毛，並用於宗教或靈性用途。但因該法律涉及第一修正案的宗教自由，原住民團體不斷質疑其是否符合憲法的規定。
美國魚類和野生動物管理局屬下的國家鷹庫。是一個負責接收、處理和儲存死亡的白頭海鵰和金雕的機構，並將鷹、其部分和羽毛分發給聯邦政府認可的美國原住民部落，供其在宗教儀式中使用。

#### 美國國鳥
白頭海鵰是美國的國鳥。美國的建國者們喜歡將他們的新共和國與羅馬共和國進行比較，而在羅馬共和國中，鷹的形象（通常是金雕）非常突出。1782年6月20日，大陸議會通過了美國國徽的設計，該國徽描繪了一隻白頭海鵰用爪子抓著13支箭矢和一枝有13片葉子的橄欖枝。
白頭海鵰出現在美國政府的大多數公章上，包括總統印章、總統旗幟，以及許多美國聯邦機構的標誌裡面。在1916年至1945年期間，總統旗幟上的白頭海鵰是面向左邊（觀看者的右邊）的箭矢，都市傳說謠傳海鵰在和平時期時會朝向橄欖枝，而在戰爭時期會朝向箭矢，但實際上只是哈瑞·S·杜魯門執政期間修改了白頭海鵰的朝向而已。
傳說認為班傑明·富蘭克林是支持野火雞作為美國的象徵而不是白頭海鵰，並認為後者「很懶惰且膽小」，但目前仍沒有確切的證據證實此一說法。但在1784年他在巴黎寫給女兒的一封信中，批評辛辛那提協會時，表達了對白頭海鵰行為的個人厭惡。富蘭克林在信中寫道：
For my own part. I wish the bald eagle had not been chosen the representative of our country. He is a bird of bad moral character. He does not get his living honestly ... besides he is a rank coward: The little king bird not bigger than a sparrow attacks him boldly and drives him out of the district.——班傑明·富蘭克林，1784年
富蘭克林反對這個協會的成立，因為他認為這個具有世襲成分的貴族團體在獨立的新共和國裡是不應被受歡迎的，並與其名字語源的辛辛納圖斯的理念相違背。他提到這兩種鳥類的比較內容，被解釋為是對辛辛那提協會和辛辛納圖斯之間的諷刺比較。

#### 流行文化
由於白頭海鵰作為美國的象徵，同時也作為一種大型掠食者，在流行文化中有許多形象。在電影和電視影集中，媒體常常以紅尾鵟的叫聲替代白頭海鵰的叫聲，因為紅尾鷹的叫聲更嘹亮且有力。

## 註解

美國總統紋章

1. ↑  白頭海鵰240多年以來，一直被視為美國的權力和力量的象徵，甚至被美國人視為國鳥，但實際上美國聯邦政府並沒有正式認定白頭海鵰是美國國鳥，直至2024年12月24日，現任美國總統拜登簽署法案修改《美國法典》後，才正式宣布將白頭海鵰指定為美國國鳥[219]。
2. ↑  譯文：就我個人而言，真希望我們不是選擇白頭海鵰來代表我們的國家。這種鳥不只品性不良，獵食時偷偷摸摸；更何況牠既魯莽又懦弱：就連比麻雀還小隻的東方王霸鶲都能大膽發動攻擊，將牠驅出領地。

## 外部連結
- 國家老鷹中心 （页面存档备份，存于）
- 美國白頭海鵰基金會 （页面存档备份，存于）
- 白頭海鵰的叫聲 （页面存档备份，存于）——佛羅里達自然歷史博物館

### 影片連結
- 白頭海鵰的生活 （页面存档备份，存于）
- 白頭海鵰的影片